# Клисурско-пољадијски Срби
Клисурско-пољадијски Срби су део српског народа који живи у Банатској клисури и Пољадији, дуж границе са Србијом, у Румунији. Административно насеља у којима живе припадају општинама Најдаш, Соколовац, Пожежена, Нова Молдава и Берзаска у жупанији Караш-Северин и Свиница у жупанији Мехединци.

## Географски положај
Предео у подножју југозападног огранка Јужних Карпата, дуж леве обале реке Нере и Дунава, раније се сматрао Банатском клисуром или само Клисуром. Име Клисура се налази на карти генерала Мерција из 1723—1725. године. Александар Станојловић је у својој монографији о Банатској клисури из 1938. године, записао да њу сачињава троугао Нере и Дунава до Ђердапа, са местима Лесковица, Златица, Луговет, Соколовац, Базијаш, Дивић, Белобрешка, Радимна, Сушка, Српска и Румунска Пожежена, Мачевић, Нова и Стара Молдава, Коронини, Света Јелена, Горнеа, Сикевица, Љупкова, Берзаска, Дренкова, Козла и Свиница. Тада се није правила разлика између Пољадије и Клисуре, иако је код локалног становништва та разлика чињена.
Под Пољадијом се подразумева предео између леве обале реке Нере до њеног ушћа у Дунав и планине Локве. Ту се налазе села Лесковица, Златица, Прњавор, Луговет и Соколовац, која се код месног становништва називају пољадијским селима, јер су смештена у равничарском делу југозападног Баната. У њима Срби чине или су чинили махом већинско становништво.
Банатска клисура је предео између леве обале Дунава и огранака Јужних Карпата, од места Базијаш до места Турну Северин. У Румунији се употребљава назив Дунавска клисура, који се у новије време одомаћио и код локалних Срба. У Клисури Срби углавном живе у местима Базијаш, Дивић, Белобрешка, Радимна, Српска Пожежена, Мачевић, Стара Молдава, Љупкова и Свиница.

## Историја
На простору Баната, од Темишвара до данашње границе са Србијом, као и од Мориша до јужних огранака Карпата Срби континуирано живе још од раног средњег века, о чему сведочи велики број српских топонима. Стварање духовног јединства српског народа северно и јужно од Саве и Дунава на традицијама Светосавске православне цркве имало је пресудан значај за опстанак православних Срба на простору Баната. Велики значај је имао споразум који је архиепископ Сава Немањић 1220. постигао са угарским краљем Андрашом II о присуству Српске православне цркве на подручју Угарске, тамо где је живело српско становништво. Тада су на простору јужне Угарске подигнута четири православна манастира, од којих Базијаш и Златица у Банасткој клисури и Пољадији око 1225. године. После битке на Косову пољу 1389. почињу српске сеобе у угарске земље, досељавали су се и племство и народ. Оне достижу велике размере током 15. и 16. века, о чему сведочи податак да је угарски краљ Матија Корвин у свом писму римском папи 1483. године, навео да се у протекле четири године у његово краљевство доселило преко 200.000 Расцијана, као и два мађарска извора из 1542. и 1543 године, која Банат називају Рашком, а за Темишвар наводе да је усред Рашке. Почетком 15. века деспот Стефан Лазаревић је добио велике поседе са стотинама насеља и већи број рудника у Угарској, највише на територији данашње Румуније. Њега је наследио деспот Ђурађ Бранковић, који је као и деспот Стефан, постао најмоћнији феудалац у Угарској после краља. Деспот Јован Бранковић подиже манастир Кусић у Пољадији и манастир Свети Ђурађ у близини Темишвара. Упади Турака у Угарску су вршени преко Ђердапске клисуре 1395. али су они били одбијени. Напади Турака су се понављали, у којима су учествовали Срби и Власи, 1396—1406, 1416, 1419, 1424. и 1425, али су Мађари упевали да их одбију. Током ових напада подручје Баната је подносило велике жртве, због чега је становништво напуштало ове крајеве. Током 15. века простор Темишвара, Поморишја, Банатске клисуре и Пољадије је поприште беспоштедних битака које су против Турака водили српски и мађарски великаши. Истовремено, са подручја Темишвара су се према Србима кретале војске угарског краља, српскеог деспота и ердељког кнеза. Са њихових похода који су продирали дубоко на простор Србије и Босне, повлачило се са војском бројно српско становништво. После пораза на Мохачком пољу 1526. године, у угарској краљевини је завладало опште расуло. Насељавање српског становништва на простор Баната је настављено и за време турске владавине овим крајевима. Срби су постали значајан етнички елемент у већем делу Баната. За њихово насељавање су били заинтересовани и Турци, јер су после великих пустошења у овим крајевима, нестала читава насеља. То потврђују и подаци Пећког катастига из 1660. и 1666. године, где је у Банату и Кришани регистровано близу 200 насеља са српским становништвом. Аустријско-турски рат је изазвао Велику сеобу Срба у Хабзбуршку монархију 1690. године. Талас сеобе је захватио Србе у Банату, који су кренули на северним крајевима Угарске. После повлачења Турака са подручја Баната, након рата 1716—1718. године, из основа је измењена етничка структура овог простора у којем су Срби имали знатну већину. До тога је довела колонизација Немаца, Мађара и Словака.

### Војна граница
До новог насељавања Срба у Банат, довела је Друга велика сеоба после аустријско-турског рата 1737—1739. Овим ратом је учвршћена граница на Сави и Дунаву, након чега је створена Војна граница на Дунаву 1741. године. Срби су нарочито насељавали овај крај 1747—1748. године, долазећи из некадашње Потиско-поморишке границе. Банатска војна граница је уређена 1761. године, њој су припале Банатска клисура и Пољадија. У овој граничарскаој јединици Срби су имали 6.744 војника. До 1774. овај крај је припадао граничарском батаљону у Паланци, после тога новоформираној Српско-банатској пограничној регименти, чије је седиште било у Белој Цркви. Једино је село Свиница увек припадало команди у Оршави, односно граничарској регименти у Карансебешу. По налогу цара Јосифа II 1774. фелцагмајстор и погранични инспектор Живковић је извршио реорганизацију војно-граничарских јединица и за српски део устројио Илирско-банатску пограничну регименту, којој су припала пољадијска и клисурска насеља. Цивилно-управну администрацију је водила граничарска војна команда на немачком језику. Српско становништво насељавано од 1749. до 1774. добијало је од државе неколико јутара земље и шуме. Шума је могла бити искрчена и претворена у плодно земљиште под условом да сопственик буде сталан војник и врши војничку дужност на води и на копну. Количина земље коју су добијале насељаване породице је износлиа по 24 јутара за ораницу и ливаду и по 6 јутара за пашу. Граничари су били подељени у три категорије: неборци, борци и неспособни. Борци су били војни обвезници, од 18 до 50 за ратне операције и од 50 до 60 године као чувари месних позиција. Војна граница на Дунаву је развојачена 1872. године, тако су Банастка клисура и Пољадија дошле под цивилну управу.

### Припајање Румунији
Када су српске и савезничке војне снаге извршиле пробој Солунског фронта 1918. године, њихово надирање ка Темишвару је ишло преко Банатске клисуре. Један одред српске восјке се задржао у Клисури, чиме је овај крај означен као део будуће Краљевине Срба, Хрвата и Словенаца. На Великој народној скупштини Срба, Буњеваца и осталих Словена у Банату, Бачкој и Барањи одржаној 25. новембра 1918. године у Новом Саду донета је одлука о присаједињењу Баната, Бачке и Барање Краљевини Србији. У њој су учествовали и посланици из Банатске клисуре и Пољадије. Из Белобрешке су били Илија Унић и Коста Павловић, из Дивића Коста Живановић, Младен Голубовић, Ђока Буркић и Јоца Станојевић, из Злазице Сава Фратој и Душан Жигум, из Лесковице Пера Богић и Мита Нанчић, из Луговета Светозар Томашевић и Душан Симовић, из Љупкове Коста Лукић и Сретко Шинжар, из Мачевића Сава Јовановић, Младен Јовановић, Милан Петков и Тома Јовановић, из Радимне Исидор Јездимировић и Мита Лазаревић, из Соколовца Која Ђуричић, Тоша Драшковић и Радослав Милосављевић, из Српске Пожежене Војин Путник и Ђорђе Јањић, из Старе Молдаве Владмир Дакић, Стојан Апостоловић, Јован Журж и Војин Нешић, из Свинице Светислав Ристић и Срећко Шинжар, из Сушке Миливој Павловић. Пролећа 1919. сазнало се да ће Банатска клисура и Пољадија, према пројекту мировног уговора припасти Краљевини Румунији. Становници овог краја су маја месеца одржали велики збор у Старој Молдави, са кога је затражено да Банатска клисура и Пољадија, као претежно српски крај, припадне Краљевини СХС. Решено је да се о исходу овог збора известе делегати на мировној конференцији у Паризу. Делегацију су чинили лекар Богдан Радосављевић из Беле Цркве, адвокат Јован Вулетић из Беле Цркве и парох Владимир Дакић из Старе Молдаве. Они су посетили јула 1919. српске и стране представнике на мировној конференцији и упознали их са захтевом житеља овог краја. Међутим, истог месеца позвана је српска војна власт да преда Банатску клисуру и Пољадију румунским властима. Тријанонским споразумом 4. јуна 1920. године овај крај је прикључен Краљевини Румунији.

## Демографија
Срби су компактно настањени од Лесковице до Старе Милдаве, док су Љупкова и Свиница од њих одвојене несрпким насељима. На аустроугарском попису из 1910. године на том простору је био 13.821 становник. Етнички састав је био следећи:
| Етнички састав према попису из 1910. године‍ | Етнички састав према попису из 1910. године‍ | Етнички састав према попису из 1910. године‍ | Етнички састав према попису из 1910. године‍ | Етнички састав према попису из 1910. године‍ |
| ------------------------------------------- | ------------------------------------------- | ------------------------------------------- | ------------------------------------------- | ------------------------------------------- |
|                                             |                                             |                                             |                                             |                                             |
| Срби                                        | Срби                                        |                                             | 9.941                                       | 71,9%                                       |
| Румуни                                      | Румуни                                      |                                             | 3.067                                       | 22,2%                                       |

Укупно је у Банатској клисури и Пољадији пре Првог светског рата било преко 14.000 Срба. Након припајања Краљевини Румунији око 1.500 Срба се иселило у Краљевину СХС.
На румунском попису из 1930 године било је 13.202 становника. Етнички састав је био следећи:
| Етнички састав према попису из 1930. године‍ | Етнички састав према попису из 1930. године‍ | Етнички састав према попису из 1930. године‍ | Етнички састав према попису из 1930. године‍ | Етнички састав према попису из 1930. године‍ |
| ------------------------------------------- | ------------------------------------------- | ------------------------------------------- | ------------------------------------------- | ------------------------------------------- |
|                                             |                                             |                                             |                                             |                                             |
| Срби                                        | Срби                                        |                                             | 8.347                                       | 63,2%                                       |
| Румуни                                      | Румуни                                      |                                             | 4.056                                       | 30,7%                                       |

Укупно је 1930. године било 10.950 Срба.
На попису из 2011. године, на простору од Лесковице до Мачевића, био је 5.621 становник. Стара Молдава није урачуната јер нема поузданих података о броју становника насеља. Етнички састав је био следећи:
| Етнички састав према попису из 2011. године‍ | Етнички састав према попису из 2011. године‍ | Етнички састав према попису из 2011. године‍ | Етнички састав према попису из 2011. године‍ | Етнички састав према попису из 2011. године‍ |
| ------------------------------------------- | ------------------------------------------- | ------------------------------------------- | ------------------------------------------- | ------------------------------------------- |
|                                             |                                             |                                             |                                             |                                             |
| Срби                                        | Срби                                        |                                             | 2.831                                       | 50,4%                                       |
| Румуни                                      | Румуни                                      |                                             | 2.379                                       | 42,3%                                       |

Укупно је 2011. године био 4.301 Србин. На последњем попису из 2021. године, било је у Банатској клисури и Пољадији 3.754 Срба. Број Срба у клисурским и пољадијским местима је у сталном опадању. Главни узроци тога су негативан природни прираштај и миграције ка већим градовима (Темишвар и Решица) и иностранству.

### Језик
Говори клисурских и пољадијских Срба се могу сврстати у смедеревско-вршачки дијалект, који се сматра поддијактом косовско-ресавског дијалекта српског језика. Једино се од њих разликује говор Срба из Свинице, који се може сврстати у призренско-тимочке дијалекте српског језика. На попису 2021. 3.552 Клисураца и Пољадијаца се изјаснило да им је српкси матерњи језик.

### Религија
Срби су углавном православне вероисповести. На попису 2021. 3.800 Клисураца и Пољадијаца се изјаснило да су припадници Српске православне цркве. Такође, један део Срба се изјаснио да су само православне вероисповести. На простору Банатсек клисуре и Пољадије се налазе три српска средњовековна православна манстира и 12 српских православних парохија, које су под управом Архијерејског намесништва соколовачког Епархије темишварске, са седиштем у Старој Молдави.
Манастири
- Манаситр Златица, налази се на левој обали Нере, на Златном потоку, по којем је добио име. Манастир је подигнут око 1225. године, и његов настанак се везује са духовну активност архиепископа Саве Немањића. Ово је у свом раду из 1789. године, посвећеном манастиру Златици, записао архимандрит Викентије Љуштина. Сава Немањић је манастир посветио Светом Сави Освећеном, а јеромонаха Јоаникија је произвео за првог игумана. Када је Сава проглашен за светитеља, манастирска братија је узела дан његовог спомена као храмовни празник. Манастир Златица је био метох манастира Милешеве, у којем су се налазиле мошти Светог Саве.
- Манасит Базијаш, смештен је на левој обали Дунава, неколико километара низводно од ушћа реке Нере. Као и за манастир Златицу, његов настанак се везује за архиепископа Саву Немањића. Према казивању манастирске братије, Базијаш је био метох Пећке патријаршије.
- Манаситр Кусић, налази се на левој обали Нере, а према предању, подигао га је деспот Јован Бранковић крајем 15. века. Према казивању становника околних насеља, манастир је био метох манастира Студенице, а манастир помиње и Пећки катастиг из 1666. године.

Цркве
- Црква Вазнесења Господњег у Белобрешки
- Црква Светог великомученика Димитрија у Дивићу
- Црква Светог великомученика Георгија у Златици
- Црква Светог пророка Илије у Лесковици
- Црква Светог пророка Јеремије у Луговету
- Црква Вазнесења Господњег у Љупкови
- Црква Вазнесења Господњег у Мачевићу
- Црква Светог архангела Гаврила у Пожежени
- Црква Преноса моштију Светог оца Николаја у Радимни
- Црква Преноса моштију Светог оца Николаја у Свиници
- Црква Преноса моштију Светог оца Николаја у Соколовцу
- Црква Рођења Светог Јована Крститеља у Старој Молдави

Почетком 20. века се у појединим српским насељима основају прве српске баптистичке заједнице. Најстарије српско насеље у којем су забележени Срби баптисти је Српска Пожежена, када су 1936. године две српске породице прешле у баптизам. Прва крштења Срба баптиста су обављена на Радимској реци 1948. године. У Радимни је 1988. подигнут молитвени дом српске баптистичке заједнице, а 1993. године је обављено најбројније крштење, када је крштено преко тридесет верника. У другим српским местима се баптистичке заједнице оснивају тек након 1989. године. Пописом из 2021. године у Караш-северинској жупанији је било 87 Срба баптиста.

## Занимање
У почетку су се досељеници у ове крајеве бавили земљорадњом и сточарством, касније виноградарством и повртарством. Плодно земљиште и повољни географски услови, што је нарочито својствено за пољадијска села, погодовали су да пољопривреда у прошлости буде нарочито развијена у овим крајевима. Њоме се бавило готово целокупно становништво Банатске клисуре и Пољадије. Развој пољопривреде није био исти у пољадијским и клисурским местима. Будући да се пољадисјка села налазе у равничарском делу, то значи да су се у тим крајевима развиле пољопривредне гране. Земљишни поседи били су засејани озимим усевима пшеницом, ражом, јечмом и летњим усевима, посебно кукурузом. Као храну за стоку гајили су овас, детелину и сено.  На знатно мањим површинама су подизани виногради. У клисурским селима је знатно мање обрадивог земљишта, узани појас ораница поред Дунава и земљиште на пољанама, брдима и виноградима. За сопствену потребу гајени су кукуруз, ређе пшеница. У овим крајевима знатно више је развијено повртарство и виноградарство. Значајне површине су засађене воћњацима, првенствено су то шљивици.
До почетка 20. века основно занимање становништва је била пољопривреда. У то време су по селима занатлије махом били дошљаци са стране. Цигани су обично били котлари и ковачи, остале занатлије у селима су били ћурчије, пинтери, тишлери, крзнари, столари, опанчари, абаџије и бербери.
Основна грана пољопривредне производње је земљорадња, углавном производња житарица и индустријског биља као што су кудеља, сунцокрет и грожђе. Остале пољопривредне гране су сточарство, повртарство и воћарство. Раније је главна привредна грана била сточарство јер су села овог краја имала повољне испаше у брдским пределима и у равничарском делу. Највише су гајили овце, говеда и коње, свиње углавном за своје потребе, док су козе гајили у мањој мери, пре свега као замену за краве. За време Војне границе развој пољопривреде узима маха, земљорадња је постала основно занимање Клисураца и Пољадијаца. Највећи део обрадивог земљишта се налазио под кукурузоми и житарицама, у знатној мањој мери је сејано индустријско биље, као кудеља, сунцокрет и дуван. После Другог светског рата, оснивањем Рударског предузећа у Новој Молдави, знатан део становништва је престао да се бави пољопривредом иодлазио да као неоспособљени радници раде у државним предузећима. Истовремено, знатан број људи који су завршили разноразне школе је престао да се бави пољопривредом.

### Земљорадња
Оснивањем Банатске војне границе и Влашко-илирског граничарског пука број 13 од 16 чета  са штабом у Белој Цркви, развој земљорадње у овим крајевима је знатно убрзан. Војна управа, осим бриге о организацији граничарских чета и војној обуци граничара, бринула се и о привредном животу граничарских села или милитарских насеља. Да би унапредили пољопривреду постојали су посебни службеници који су бринули о обрађивању земље и неговања стоке. Сваки педаљ земље се морао обрађивати, а ако је земља остала необрађена кривицом граничара, била му је одузимана и предата другом граничару.
Данас већина становника пољадијских и клисурских села се бави земљорадњом. Раније су гајили пшеницу, јару и озиму, кукуруз, раж или рженицу, наполицу (врста жита, пола пшенице пола ражи). Пшеницу и кукуруз највише производе у Пољадији, док се у знатно мањим количинама производе у клисурским селима. У клисурским и пољадисјким селима у знатно мањој мери се производи јечам, овас, детелина и нешто индустријског биља. Главни радови су орање, сетва, окопавање, скидање плодова, вршидба, берба и припрема сточне хране за зимску сезону.
Некада је производња индустријског биља имала своју традицију која је у последње време потпуно ишчезла. Једино неке сиромашније породице у планинским клисурским селима гаје лан и кудељу. Пре Другог светског рата гајила се кудеља у већој количини, јер се њено влакно користило за добијање текстила потребног за одећу. За време Војне границе у клисурским и пољадијским селима гајили су се броћ, шафран, руј и дуван.
За исхрану стоке током зимског периода неопходно је да у зависности од количине стоке, сваки ратар припреми довољно хране. Она је припремана током лета и јесени. У овим крајевима ратари су припремали као сточну храну пшеницу, сламу од јечма, сламу од овса и његово зрневље, плеву од пшенице, тулузину, кукуруз, суву детелину и сено. За исхрану оваца у клисурским селима успешно користе лисник, грање шумског дрвећа са кога тешко опада лишће, док се за исхрану стоке користе још дулеци и сточна репа. Храна је зими држана у споредном дворишту или сењаку. Тулузина је била саденута у пластове, исто тако се поступало и са сеном, детелином и сламом. Ситна плева држала се у великим котарицама или батарама.

### Повртарство
У доба Војне границе повртарство је билосамо узгредно занимање клисурских и пољадијских ратара, производило се само за сопствене потребе. Ради што боље исхране становништва у Војној граници, власти су издале упуства за сађење разних биљака, разне врсте зелени, пасуљ, купус и нарочито кромпир, који до тада није био познат. Свако домаћинство је поред осталог поврћа, морало имати одговарајућу засађену површину кромпира. Семе за сетву је пренето из Чешке око 1760. године.
Повртарство се почело развијати уочи Првог светског рата, а свој највећи успон је доживело после Другог светског рата, изградњом градова Нове Молдаве, Оравице, Анине и других. Нарочито су се у повртарству истицали Белобрешчани. Сеје се разноврсно поврће, као рани кромпир, рани купус, јесењи парадајз, затим пасуљ, паприка, лук и друго поврће. Поврће је нарочито успевало у пределима поред текућих вода, због наводњавања током сушних периода. Повртарство је било занимање мањег броја људи у једном селу. Највише их је било у клисурским селима Белобрешка, Дивић, Стара Молдава и Мачевић. Своје производе су продавали у Белој Цркви, Базијашу, Оравици, Бозовићу, Берзаски, Новој Молдави или Анини. Производња бостана је мањих размера, особито је то карактеристично за клисурска села, док је нешто боље стање у пољадисјким селима Соколовцу и Луговету.
За рад у повртарству користе се разна ручна оруђа, као што су дрвене садиљке или прљкови за расађивање расада, дрвено гребло са два или три дрвена зупца којима обележавају редове за разне расаде, веће и мање мотике за окопавање, канте са решеткама за заливање. Расад се производи у топлим лејама, које су оивичене даскама и покривене стаклом.

### Виноградарство
Важну привредну грану представља виноградарство које се почело развијати доласком немачких колониста у ове крајеве почетком 18. века. Премда, верује се да је виноградарство било развијено и пре њиховог доласка. Површине засађене виноградима су знатно мање од оних засађених кукурузом или пшеницом. Нешто више винограда имају Златица, Белобрешка, Радмина и Стара Молдава. Са малим изузетком, виноградарство је прилично примитивно пошто су виногради најчешће засађени хибридима. Највише се гаје лозе отело и липовак, као и динка и дренак од племенитих лози. Квалитет грожђа је добар, а производња грожђа и вина знатно премашује потреба становништва, због чега се вишкови извозе. 

### Воћарство
У овим крајевима је и воћарство донекле било развијено. Највећи број воћака је засађен по баштама у сеоском атару или у близини насеља. Највише се гаје јабуке (петроваче и босанке), крушке (караманке, илињаче и јачмовке), шљиве (читловке, ранке, белошљиве и рингловке), кајсије, прикозле, трешње (аршламе, црнице и ситнице), вишње, орахе и друге.
Током турске владавине становништво се бавило једино гајењем шљива, а у употреби су биле и разне дивље воћке, поготово јабуке, кајсије, као и друго шумско воће. Почетком 19. века гајење воћа је још било у зачетку. Староседелачко становништво је и даље гајило шљиве од којих се производила ракија. Од друге половине 19. века, становништво се почело бавити гајењем воћака много успешније и стручније. На почетку је био мали број оних који су се бавили воћарством, махом су то били сеоски учитељи. Воће су сами калемили или како се каже у овим крајевима, олтовали или навртали. Виђенији Клисурци и Пољадијци су куповали калемљене саднице у Белој Цркви или Оравици и садили их у својим воћњацима. Касније су остали воћари навртањем са расађених воћака преносили и у своје баште или воћњаке. За олтовање и навртање употребљавали су специјалну бритву. Данас су ретка домаћинства која у својим баштама, двориштима или воћњацима немају понеку воћку. Домаћице од воћа обично праве пекмез и компот или дунст.

### Сточарство
Сточарство је раније била основна привредна грана и главни извор егзистенције људи са ових простора. Данас је само делимично развијено. и са мањим изузецима, своди се на потребе задовољавања једног домаћинства. Некада су нарочито били гајени коњи и говеда, који се употребљавали и за обраду земљишта. Данас је њихов број доста умањен јер се за обраду земљишта користе механизована средства: трактор, сејалица, косачица, комбајн, разни берачи и други. Гаје се једино шталска говеда, краве музаре и телићи. Свиње, овце и козе се гаје само за сопствене потребе. Од крава, оваца и коза се добија млеко, од кога се прави сир и масло, који се продаје на пијаци или онима који немају краве, овце и козе. Живинарство је развијено тек толико да се задовоње сопствене потребе.
За одгој крава, коза и оваца постојале су богате паше у сеоским излазима, разним утринама, необрадивим падинама и планинским косама. На њима су Клисурци и Пољадијци напасали своје овце, козе и краве, а речне долине су пружале добру пашу за узгој свиња. Становништво није имало већих стада оваца, коза или свиња. Стада су им се кретала од 30 до 300 глава ситне стоке. Велике рогате стике су имали још мање. Соколовчани, Старомолдавци, Луговетци, Љупковци и Лесковчани су били најпознатији као одгајивачи коња и крава, а Свиничани, Соколовчани, Старомолдавци, Дивићани и Мачевчани како добри одгајивачи коза и оваца. За чување коза и оваца цело село је имало по једног или два козара или овчара. На сличан начин су се чувале и краве, које су чували кравари. Овчаре и краваре су погађали на годину дана, од Ђурђевдана до Митровдана. У неким селима је и за чување свиња постојао заједнички свињар, и за њега су важила иста правила као за овчара или говедара. Били су обавезни да чувају стоку од изласка до заласка сунца.
У другој половини 20. века сточарство је претрпело снажан ударац јер су клисурска и пољадијска домаћинства присилно увучена у пољопривредне кооперативе. Приватно бављење сточарством је потпуно укинуто. Мештанима је преостало да по сиромашним домаћинствима држе по неку козу и једну свињу. После преврата 1989. године, почиње постепено да се развија сточарство и у овим крајевима.

### Свиларство  и пчеларство
За време постојања Војне границе било је распрострањено сађење дудова, који се у овом крају зову јагоде, ради гајења свилене бубе. Многа домаћинства су се бавила гајењем свилене бубе, док је у Старој Молдави постојала Свилара за прераду свилене бубе. Да би се развијало свиларство били су подизани расадници дудових садница. Дудови су били сађени по улицама, испред сваке куће и поред путева. За оштећење засађених дудова су постојале оштре казне, док је за оне који су чинили штете у расадницима уведена и смртна казна. Дудови се нису могли вадити без одобрења надзорника за свиларство. Током друге половине 19. века свиларство је било уносан посао, потом је уследио један велики пад прозрокован болешћу. Свиларство је нагло опало почетком 20. века. Данас је то потпуно занемарена привредна грана.
Пчеларство је слабо развијено, иако постоје одлични услови за његов развој. Староседеоци су се бавили пчеларством једино за подмиривање домаћих потреба, и у крајњој мери за трговину. Оно у почетку није било неко занимање становништва, већ извесна случајна преокупација са кратким трајањем. За време Војне границе 1764. Дворски ратни савет је издао упуства по којем је свако граничарско село добило пчелињак за смештај кошница, а обавезно је било сађење хељде и турске детелине као хране за пчеле. Надзор над пчелињацима су вршили граничарски официри, а за најбоље пчеларе су прописане премије. Учитељи који су предавали пчеларство су награђени са по четири кошнице. У току 1848/49. године пчеларство је нагло опало због немирних револуционарних година. Између два светска рата људи су се бавили пчеларством једино за своје потребе.

### Лов и риболов
У лову на животиње су поред ловачке пушке употребљаване замке, корита и обручи од колског точка. Помоћу замки, корита и обруча од колског точка су ловљене птице (врапци, зебе и друге птице), а помоћу замки дивље звери (лисице, зечеви, дивље свиње и курјаци). Будући да су Нера и Дунав богате разноврсном рибом, у Пољадији и Банатској клисури је риболов био један од важнијих занимања људи. Традиција риболова у овом крају је веома дуга, о томе сведочи рибарска терминологија која је претежно словенског порекла, мада се могу наћи термини из мађарског и немачког језика, али су они скоријег датума. Осим професионалних рибара, рибарењем су се бавили и остали мештани када је у Дунаву било вома много рибе. То се дешавало за време сушних година када се Дунав знатно повукао у своје корито, те је велика количина рибе остала у мочварама, вировима и врбацима на обали реке. Тад су мештани рибу хватали голим рукама и трпали у џак или торбу. Међу српским становништвом није било правих рибара, ако их је било то су били махом људи из сиромашнијих породица који нису имали обрадиве земље која би им омогућила егзистенцију. Главне врсте рибе које лове у овим рекама су сом, шаран, кечига, штука, мрена, гргеч, деверика, кесега, буцов и бела риба. Од рибарских справа које употребљавају риболовци важније су алов, загажња, струк, мали струк, ланташ, бубањ, бућке, сеђа са черенцем и мередов.

### Остала занимања
Као споредним занимањем становници ових крајева су се бавили плетењем корпи или котарица од врбовог прућа. Котарице су се плеле уочи бербе кукуруза или током зимског периода, када су позавршавани скоро сви пољски радови. Осим котарица, плеле су се лесе за кола, велике котарице или батаре и мале саћуре или шућурице. Плетењем врбовим прућем су се учила и мушка и женска деца од свијх родитеља или суседа. Врбовог прућа је било у изобиљу дуж обала Дунава и Нере. За израду котарчића врбово пруће се посебно припремало. Оно се је кувало, белило од зелене коре, односно љуштило, па чак и бојило. За њихову израду се захтевало пуно знања у умећа, те је ово занимање један особит занат.
Поједини Клисурци и Пољадијци су се бавили млинарством. Реке Дунав, а нарочито Нера, Јаруга и Радимска река биле су подесне за подизање воденица. Некада је у пољадијским селима било по неколико воденица, у чему су предњачили Соколовчани и Златичани. Од клисурских села воденице су имали Радимци и Старомолдавци. Они су их називали кашикаре или прекаје. Грађене су на групној основи, удружинвањем појединаца, а онда по уделу у грађењу је коришћена воденица. Воденично камење, као најважнији део воденице је набављано у Свиници. У Клисури су некада постојале и ветрењаче, једна таква је била крајем 19. века у Белобрешки.
У прошлости је у овом крају било развијено цигларство. За сопствене потребе некада се цигла правила у готово сваком клисурском и пољадијском селу. Посебне циглане са добром црвеном земљом иловачом за прављење цигала имал су села Соколовац,  Српска Пожежена, Стара Молдава и Љупкова. Цигларством су се највише бавили, а и данас се баве Цигани и људи лошег материјалног стања. До пре 1918. чувени мајстори за прављење цигала су били Цигани Бањаши из Луговета. Села која нису имала циглану су куповала циглу у оближњим местима, док се цреп за кров куповао на страни.
Домаћа радиност је у блиској прошлости била веома развијема у пољадијским и клисурским местима. Данас је она у опадању, док је у неким местим потпуно искорењена. У кућној радиности су становници подмиривали своје потребе, ретко су се предмети кућне радиности стављали у продају. Бавили су се прерадом вуне, предењем, ткањем и плетењем. Израђивали су се ћилими, клечане торбе, џемпери, вунене чарапе, крпаре, покровци и други предмети потребни једном домаћинству.
Када је између два светска рата почела експлоатација клисурских шума, знатан део мештана, нарочито иних сиромашних, се почео бавити сечом дрва, или како се говорило прављењем фатова. Исечени фатови су превожени теглећом стоком до стоваришта или слагалишта дрва, која су се налазила у пристаништима у Старој Молдави и Базијашу. Појединци су дрва товарили у шлепове и тако зарађинвали за егзистенцију.
Раније је у сваком пољадијском и клисурском селу било оних који су се бавили киријом. Превозили су разне предмете, као и особе које су то желеле.

## Исхрана
Ввећина Клисураца и Пољадијаца се храном снабдева са својих њива. Углавном се за ручак и вечеру једе исто јело. Зими се кува за неколико дана ако није велика глота или породица. Обичним даном кувају по једно, док за празник спремају по два или три јела уз живинско печење и разне пите и колаче. Лети кувају разна варива, без меса углавном, док зими спремају обично јело са свињетином. Скоро свака породица се труди да за зиму угоји бар једно свињче, док имућније закољу два до три брава. Сиромашнији имају три оброка дневно. За доручак једу млеко, пржену сланину са јајима или барена јаја. За ручак пасуљ са ситним комадима сланине и киселу паприку као салату, кромпир спремљен на разне начине, док се супа спрема само празником. У једној средње имућној породици највише спремају два јела. Понедељком кромпир затовљен чорбасто, лети грашак или боранија, уторком купус, лети сладак а зими кисео са пастрмком, средом пасуљ, четвртком кромпир сув, запржен или обарен и зачињен са доста патрожеља или першуна, петком пасуљ постан, а ујутру барени кромпир, суботом купус или кромпир, недељом супу, месо са сосом, кромпир, крофне, кифлице или дулечницу (питу од белог дулека). Зими понека бака својој деци искока или испуца кокице. Кромпир је највише заступљен у свакодневној исхрани Клисураца и Пољадијаца.
Највише се једе хлеб од пшеничног брашна умешан са комловом или квасцем. Данас велика већина становништва купује готов хлеб, а пеку га само за одређене празнике, као што су Божић или слава. Свако домаћинство има по коју краву, козу или овцу. Узварено овчије или кравље млеко једу најчешће са куљом, док од пресног млека праве бутер или сир. Милерам праве од крављег млека, бутер добијају лупањем милерама у ступи (слична авану само што је дрвена). Сир праве од млека што остане кад се скине милерам, тај сир је обично за продају, док од полумасног млека праве сир за своју породицу. Свако домаћинство ујесен спрема зимницу. Спрема се сос од парадајза, зеленин парадајз, кисела паприка, туцана црвена паприка, кисели купус, кисели краставац, пекмез, компот, суво грожђе, свињско месо, свињско сало и сланина. Колаче месе недељом, празничним данима, а понекад и четвртком. Од колача праве сковерце, крофне, медењаке, кнедле са шљивама. Праве више врста пита, питу од киселог теста, лењу питу, од слатког теста без квасца и гибаницу. Главно и свакидашње пиће је вода, од осталих пића пије се вино, ракије комовица, шљивка, крушковача и медљана, раније ракија од бурјана, кафа и ређе чај.

## Обичаји

### Слава
У пољадијским и клисурским селима је обичај да готово свака кућа празнује своју славу или како се у овом крају најачешће назива свеца или празник. Ово је највећи празник сваког дома и представља прави култ предака. Дешава се да више кућа празнују истог свеца, што је најчешће показатељ да су у прошлости имали заједничког претка. Слава се празновала како се и где живело, без обзира на материјално стање. Уобичајено је да се у свакој кући налази икона свеца чије име празнује породица. Славска икона је окачена на зиду, са источне стране, одакле долази светлост, у најлепше уређеној соби. То је некада била соба за госте или како се у клисурским селима назива соба с пута. Ако се слава пада у посни дан тада се спремају посна јела, обично посни пасуљ, посна сарма и јела од риба. Када се пада у мрсни дан, тада се служи печење и друга мрсна јела. Слава се наслеђује и не мења се тако лако. Она се у овом крају наслеђује по кући (грађевини) што је права реткост за празновање славе код православних Срба. То се најбоље може уочити приликом куповине новог места за подизање куће, где по неписаном правилу усељена породица у нови дом преузима славу оног чије је земљиште било власништво. До промене славе долази и приликом домазета, мада прижењена особа и даље слави стару славу као малу славу или преславу. У готово свим пољадисјким и клисурсским местима слава се празнује без жита (кољива) иако је по црквеним правилима то један важан елемент за овај празник. Поред породичне славе, у Банатској клисури и Пољадији се празнују и црквене славе. То су славе у ме светитеља коме је црква посвећена. Постоје и сеоске славе или заветине, које представљају прославе на успомену оног светитеља кога је читаво село узело за свог заштитника. Обичај је да се на тај дан одлази са литијом у поље и тамо се приносе Богу и светитељу молитве за добро и срећу тог места и његових житеља. Заветине се светкују у пролеће, почевши од Ускрса све до Петровог поста. Празнују се по два дана, представљају опште народно славље.

#### Обред
Уочи славе, слави се навече или навечерје, то је последње вече пред славу. Тада долази парох да свети водицу. У кући треба да буде припремљена кадионица са тамњаном, свећа, кита босиљака и посуда чисте воде. Освећена водица се пажљиво чува на одређеном месту. После одласка свештеника, за столом се окупља читава породица и служи се богата вечера. Свечарима тада не долази нити родбина нити пријатељи. На дан славе, рано ујутро домаћин односи славску свећу у цркву. Најчешће су славску свећу односиле девојке из славске куће. Домаћица ставља на сто све што је потребно за обред, славски колач, чаша црног вина, свећа на чираку, списак живих чланова породице ради молитвеног спомена, ручна кадионица, кутија шибица, и уз колач се налази нож. Славска свећа је угашена и пали се пред почетак обреда. Пред ручак најмлађи члан породице одлази да позива госте на славу. Ако се позивају гости из суседног села, онда се порука шаље по неком пријатељу званице још претходног дана, или се пошаље јабука, а у последње време и фишек бомбона. На славу долазе само позвани гости. Позива се најближа родбина са очеве и мајчине стране, пријатељи, а у појединим местим Банатске клисуре и домаћинов кум. Док гости не дођу пије се и служи врућа ракија заслађена шећером или медом. Око поднева долази свештеник да реже славски колач. Домаћин се прекрсти и пали славску свећу. Када свештеник окади вино и колач, прелази на резање колача. Колач се реже по доњој кори у облику крста и прелива вином. За то време се певају тропари из Октоса. Свештеник заједно са укућанима окреће колач кружно удесно. Потом прелива вином колач на четири краја у виду крста по доњој кори куда је ишао рез ножа. Колач се ломи на два дела, а половине се састављају доњом кором једна према другој. Те половине целивају свештеник и домаћин три пута. Приликом целивања свештеник изговара Христос посредје нас а домаћин одговара јест и будет. Колач целивају и остали укућани, као и гости. Након резања колача, позивају се гости да заузму места за столом и да једу што је за њих припремљено. Домаћин служи госте јелом и пићем и седа за сто нешто касније. Свечани ручак се састоји од пилеће супе, куваног кокошијег меса са сосом од патлиџана или хрена, сарме, пилећег печења и јагњетине са салатом. Никада се не оскудева са разноврсним колачима. За све време ручка се наздравља. После ручка, разговара се и шали, а понајвише пева. Гости су остајали до касно навече. Одлазили су у групама, како су и долазили, носећи са собом по који завежљај печења и колача за своје укућане. Испраћа их домаћин или домаћица, након што су испили последњу чашу пића, јер по клисурском обичају чаше не смеју остати неиспијене.

### Рођење
У клисурским и пољадијским селима рођење детета је један од најсрећнијих и најрадоснијих тренутака у свакој кући. Радост и весеље су нарочито велики када се роди сим, јер то значи да кућа има наследника и да лоза по презимену неће изумрети, да се семе неће затрти. Верује се да породице без мушке деце имају некаво старо проклетство. За трудницу постоје више назива, трудна, тешка, бременита и трбушата. У народу се верује да би трудница требало да затрудни на велике црквене празнике као што су Божић, Ускрс, Богојављење, за време постова, у суботу према недељи, и да ће то благословено утицати на новорођенче. За време трудноће жене су, према могућностима породице, биле поштеђене тежих послова у домаћинству или у пољу. Трудница је уживала посебну пажњу, њој су удовољавали све кулинарске прохтеве. Трудници се саветује да не милује мачку или пса, како не би дете било длакаво, она не сме нешто да украде, чак и да је то нешто безазлено, јер ће се дете родити са манама и недостацима. Старије особе су обично зантижељне те благовремено покушавају да открију да ли че трудница родити мушко или женско дете. У Љупкови је забележено да се пред трудницом стави џепница да би се видело како ће је она узети. Ако је узме с крајева то је добар знак да ће дете бити мушко, ако то чини по средини онда ће дете бити женско. Првобитно, жене су се порађале тако где их затекну порођајни болови, без присуства лекара, понекад под надзором неке спретније старице, која је већ одавно рађала децу. Нешто касније су рађале у присуству немачке бабице која је вршила надзор порођаја. Оне су биле познате у народу и веома цењене. Тако је у Соколовцу то била баба Руца (Марија Ковачевић), у Дивићу је била позната Софика Јосимовић, у Белобрешки Тина Ђорђевић, а у Љупкови Марија Ротару. Занат који су практиковале бабице се преносио с колена на колено. Овај су посао оне обављале све до појаве породилишта по сеоским и градским центрима.
После рођења детета, оцу је скидана капа и трескана је о земљу чиме се тако ценила његова мушкост, а то је исто рађено и мајци са њеном марамом. Ако се роди женско дете, тада се гризе погача Том приликом се окупљају око детета и гризу од погаче, а део који остаје се ломи над главом новорођенчета. Ако је породица већ имала дечака и жели девојчицу, тада су код новорођенчета позване девојчице да гризу погачу, обрнуто се ради да би се родило мушко дете. После рођења детету се везује црвени конац око руке да га не би придошлице урекле, а да не би сањало рђаве снове и да би се успешно бранило од нечистих сила, детету се под јастук ставља поскурњик или каква бритвица. Овај обичај је из Соколовца, док у Љупкови се под јастук ставља икона Свете Марије са дететом у наручју да не би дете ружно сањало, док се испред врата дечије собе забада нож који има улогу да дете чува од злих сила. Неколико дана после рођења детета, у Белобрешки и Љупкови истог дана, бабица или нека старија жена одлази са боцом чисте воде у цркву по знамење. Свештеник освећује воду и даје детету име, по правилу календарско, односно име свеца који је према православном календару најближи дететовом рођењу. Име које је наденуо свештеник дете носи до свог крштења, а освећена вода се сипа у корито, и у њу се замочи новорођенче. Укућани брину да освећене воде има до дететовог крштења. У Соколовцу, као и у неким другим клисурским местима, дечије ствари се не остављају напољу до крштења. У Љупкови трећег дана од рођења, дете се ставља на сто заједно са поклонима намењеним суђеницама. Верује се да суђенице претсказују судбину детету. Поклон се састоји од три погачице, три чаше испуњене водом и три колачића. То се прекрије једним пешкиром и оставља да преноћи. Следећег дана се поклон раздељује придошлој деци која су дошла да виде новорођенче. На тај начин се жели утицати на суђенице како би оне одредиле што лепшу судбину детету.
Трећег дана од рођења, отац детета одлази код кума да он надене име детету. У свим селима се кум наслеђује и увек је из исте куће. Мењају кума само ако његова фамилија изумре или ако немају наследника који би преузео улогу кума. Кум ужива велику част и поштовање, због чега је дете најчешће носило његово име, а само изузетно је узимано име од неког старијег члана породице. У новије време, кум се редовно договара са родитељима при избору имена, па му тек након тога даје име. Када се изабере име, одлази се у седиште општине да би се детету издала крштеница. Кум и рођаци доносе детету повојницу. Поклања се новац, који је некада био искључиво метални, оделца, капице, пелене, ципелице, чарапице и разноврсне играчке. У Љупкови на повојници придошлице обично казују: „Ако је мушко, нека купи девојку”, а „Ако је женско, нека купи момка”. Да не би урекли дете, придошлице пљују у правцу детета како би уклонили штетно деловање нечистих сила. За госте се приређује ручак, који се завршава песмом и свирком. Након шесте недеље дете је спремно за крштење, тиме и уједно да приступи православној вери. Дан крштења се установљава са свештеником, које се обично обавља у недељу између јутрења и свете литургије. За чин крштења кум је обавезан да припреми свећу за крштење која се обавије белим платном. Она се у Љупкови назива крсница, док се у осталим селима назива крштеница. Поред платна, стављају се свила и штаф намењен дететовој мајци на поклон. О свећу се окачи лента која је плаве боје ако је дете мушко или црвене ако је дете женско. Уз свећу иде и букет цвећа. На дан крштења кум са украшеном свећом одлази дететвој кући, где га дочекује бабица или баба са дететом умотаним јастуком. Бабица или баба са дететом у наручју, кум са свећом и остали рођаци одлазе у цркву, док мајка детета остаје у кући где обавља различите послове како би новорођенче било вредно или да обавља неке од послова које му је мајка наслутила. До повратка из цркве не служи се јело, него тек када се кум са дететом врати из цркве. Пре ручка служи се ракија, а после следи велико весеље. Током весеља много се разговара, пева, шали и игра. Често се дешава да се весеље пренесе и на улицу, тада родитељи са штапом натовареним поклонима за кума и друге рођаке, које раздељују током игре у колу.  Негде у касној ноћи, кум ће зажелети да оде својој кући. До куће га прате родитељи и друге званице, уз присуство свирача. Код куће кум части своје пратиоце врућом ракијом, а после извесног времена сви се разилазе својим кућама.

### Свадба
У клисурским и пољадијским селима свадба је за родитеље нејвеће весеље, слично весељу када се роди мушко или женско дете, и једна од најсрећнијих дана. Раније су се момци и девојке венчавали у раној младости са петнаест или шеснаест година, данас то бива када заврше школовање и запосле се, али и много касније. Када за момке дође време женидбе, тада пођу по селима на сеоске празнике у потрази за будућом женом. Прво се распитују где има таквих празника и вашара, потом које су девојке за удају, а када већ има коју понуду, тада се распитује каква је по оку, а какво по скоку, каквог је здравља, каквих је руку, главе, језика, каквог је материјалног стања и друго. Некада је био обичај да о избору девојке или момка брину родитељи, а не момак и девојка, који се обично нису добро познавали. То се догађало јер је за родитеље било најважније узети снају или момка из виђене куће. Дешавало се некада да се нагодба поквари само због неколико стотина леја или парчета земље. Данас таквих бракова више нема, избор је потпуно слободан, понекад и супротно жељи родитеља. Ако су родитељи били против удаје или женидбе, а млади то упорно желе, онда је чест био случај да девојка кришом побегне за момка. За такву девојку се говорило да је утекла или побегла и називају је бегуницом. Незадовољни родитељи су у почетку непопустљиви, али као по неком устаљеном обичају, прво попусти мајка, потом отац и приме младенце. Постојао је обичај, који се и данас делимично очувао, да се девојка још из ране младости припрема за удају. Тада се за њу приправи спрема за удају, која се састоји од постељине, класичних ћилимова, пешкира, одеће, намештаја, па чак и новца. У новије време је спрема допуњена шиваћом машином, електричним апаратима, па чак и аутомобилом. Сматрало се раније да су најбоље и најимућније девојке без браће, па ће оне наследити родитељску имовину. Родитељи су дужни да за свадбу припреме свиње и овце које ће заклати, као и вино и ракију која ће се на свадби служити. Обичај је да када им се роди син или кћи, родитељи наспу вино или ракију у бурад и отворе их или начну на њиховој свадби. Ако се родитељи, чија ће се деца венчати, добро познају, онда они сами одреде када ће доћи у нагодбу, на споразумевање. Ако се не познају, онда им притекне у помоћ нека обдарена особа, најчешће жена проводаџија, која одлази у девојачку или момкову кућу и хвали девојку и њену кућу, односно момкову.
Неколико недеља пре свадбе, непосредно пре прошевине, младини родитељи долазе у момкову кућу да би проверили истинитост онога што им је испричала проводаџија. Све се тада добро шецује и процењује. На гледање куће долазе са неким из ближе родбине али без проводаџије. Гледање куће је уобичајено, нарочито ако је момак из другог места. Младини родитељи одлазе код свог позаника или рођака, ако га имају, па се тамо прво добро распитају о будућим пријатељима, о његовом имовном стању, какви су као људи, да ли има слоге у кући, да ли су свађалице, како живе са својим комшијама. Некада су одлазили на салаше, па и њиве, како би установили какви су земљорадници и марваши. Ако је момак из истог села, тада је гледање излишно, или се у најбољем случају врши формално, јер младини родитељи већ од раније имају довољно информација о момковој кући и његовим родитељима. Дешавало се, додуше ретко, да се приликом гледања куће умешају и незвани извештачи, који су били у лошим односима са момковим родитељима, па о њима говоре што је могуће лошије и куде недужне људе. Ако су младини родитељи лакомислени и поверују у злонамерне информације, дешавало се да се кући врате необављена посла, и од свадбе и удаје не буде ништа. Ако девојчин отац не прихвати понуду, он то обично не исказује отворено, већ пронађе какав изговор, како би даље живео у добрим односима са момковим родитељима. У момковој кући младине родитеље дочекују као праве госте. Пре ручка младини родитељи са пратњом, још пре уласка у кућу, добро отворе очи не би ли им нешто промакло, у кухињи, шпајзу и на другим местима. Будући свекар води пријатеља и показује му шталу, оборе са свињама и овцама. Из учтивости, девојчини родитељи испољавају задовољство и похвално се изјашњавају на све оно што виде, иако им можда није све по укусу. Некад су одлазили и на њиве да виде каква им је летина. Ако не дође до нагодбе, девојчини родитељи не остају на ручку и одлазе кући. До нагодбе долази само ако девојчини родитељи пристану на удају. Погађају се око тала  и свадбе, тада се одређује и датум прошевине. Ако је све у најбољем реду било обављено, тада момков отац капарише девојку, своју будућу снају, дајући јој извесну суму новца, која ће му се касније вратити. Када се врате кући, девојчини родитељи причају својој ћерки и осталим укућанима, шта су све видели, појединости о момку, са намером да добро обавесте своју ћерку о кући у коју ће се удати.

#### Прошевина
По обичају прошевина или просидба се обавља у недељу. У прошевину одлазе момкови родитељи, најближи рођаци, проводаџије и момак. Сви се они скупа називају просиоци. У девојчиној кући просиоци су дочекани као прави пријатељи. Када се у соби појави девојка удавача, прилази јој момков отац и дарује је јабуком. Некада је таква јабука била заденута и дукатом.  Девојка љуби у руку будућег свакра и свекрву, а затим се ћутећи удаљује али и даље остаје у њиховој околини. За то време њу из потаје испитивачки посматрају не би ли пронашли какву ману код младе. Тек после извесног времена одлази у другу собу, најчешће њену девојачку, у пратњи неког њеног укућанина. Појављује се тек при поласку момкових родитеља да би их испратила. Ако су се странке и удесиле, тада је будућа млада даривала просиоце кошуљама. У Мачевићу је обичај да свекар добија пешкир, а свекрва само рукаве од кошуље. Момак који је до тада стојао по страни и ћутао, у случају да му се девојка допада, прилази девојци, одлази њеној соби како би се на само са њом договорио. У супротном, он би и даље остао у друштву са осталим просиоцима, или је чак напуштао кућу и излазио на сокак. Ако се момак и девојка не познају од пре, што је био редак случај, тада момак прилази девојци, рукује се са њом и започиње причу у којој обично хвали себе и своју кућу. Девојка седи смирено и слуша, и ретко када га противуречи, иако у себи можда има и другачије мишљење. То мишљење чува у себи и казаће га када буду питали родитељи, ако су се и они договорили. Док су момак и девојка у девојачкој соби, будући пријатељи и прије разговарају о свачему, најчешће то бива о младином талу. Када се договарања заврше, тада долазе младенци, па се и они наизменично питају да ли су се договорили, и ако је све протекло у најбољем реду, донесе се за сто ракија да се попије у знак добро обављеног посла. Ако се тај посао не заврши позитивним исходом, тада ће девојка вратити јабуку и дукат, а просиоци се враћају кући као да се ништа значајније није ни догодило. Као знак да је прошевина успела, девојка је везивала коњима за улар пешкире, јер су просиоци обично коњима долазили, мада и били из истог села. Приликом прошевине стране се договоре и када ће бити веридба, пошто се веридба обавља у девојчиној кући, одређује се колико ће особа из момкове куће учествовати у тој свечаности. Вративши се својој кући, момак одлази куму и јавља му да је запросио девојку, да ће се ускоро оженити и направити весеље.

#### Веридба
На заказани дан момак са родитељима, ближом родбином и проводаџијом (ако га је имао) одлази младиној кући да је прстенује. Некада се одлазило колима, данас се то чини аутомобилом. Веридба се обавља у кући девојчиних родитеља који за ову прилику спремају свечани ручак и са своје стране позивају најужу родбину. Трошкове веридбе сносе девојчини роДитељи јер се она обавља у њиховој кући. Пре ручка будући свекар и свекрва даривају будућу снају хаљином, марамом и ципелама, а момак даје девојци веренички прстен, као симбол узајамне верности и материјални знак обећаног брака. Девојка њих и остале из момкове пратње дарује кошуљама, марамама, а понекад шаље дар и за оне који нису присутни. Обичај је да дар прима свекрва. Присутни даривају младу и са нешто новаца а заузврат добијају клечану торбу у којој су стављене вунене чарапе, кошуља и на неком чврстом картону окачених око осам марама, од белог паргарског платна, украшених везом. Мараме се тако поставе да им се добро види вез, оне су обавијене црвеном или плавом машницом, а у средини су увезане у чвор, у облику руже. На веридби се момак и девојка први пут пред родитељима састају јавно и један другом изјављују пристанак на будући брак. Пред полазак испрошена девојка би обавила кола тканим платном беле боје која симболизује чедност и невност. Свекрву дарива са клечаном торбом и белим платном обавијеним црвеном машном. Торбу свекрва држи на крилу све до куће. После прстеновања присутни певају: „Да л’ сад знате да сам испрошена / Испрошена и прстоношена”. Веридба се по устаљеној традицији обавља у недељу, на њој се увек игра и пева, тада се уговара и датум свадбе. Раскидање веридбе изазива моралну осуду околине, низ непријатних ситуација, сукоб породица, често са трагичним последицама.

#### Свадбене припреме
Одмах након веридбе, у момковој и младиној кући, почињу обимне припреме за свадбу. Тада се одређује број сватова који ће доћи по младу, и оних који ће од младине родбине доћи код момка. Обичај је да на свадбу долазе они који су добили позивницу, то су родбина, суседи и најбољи пријатељи. После веридбе момак одлази код крштеног кума да га обавести о датуму свадбе, како би он имао времена да се што боље припреми, том приликом тражи његов пристанак да дође на свадбу. Ако се догоди да је кум већ зашао у године и тешко се креће, он на свадбу шаље неког свог ближег, обично сина или кћер. Ретко се догађа да се за свадбу тражи други кум, ако крштени кум из неког разлога одбија младожељу.
Главни учесници на свадбеном весељу: 
- Старојко или стари сват, обично момков зет или теча. Седи са леве стране од момка,[78] нема велику улогу у свадбеним обичајима. Приликом венчања је други сведок.
- Девер, углавном момков брат. Он води младу на венчање. Улогу девера може обављати брат од сестре, или тетке, или ујака. То увек треба да буде неожењен момак. Његова је дужност велика пошто чува младу током свадбе.
- Свекар, момков отац, има улогу домаћина, подстиче на весеље, нуди сватове пићем и јелом и почиње песму и шалу. Труди се да све буде у реду и сви да су задовољни.
- Свекрва, момкова мајка, стара се око јела, нуди сватове пићем и јелом. Често подвикује и отпочиње коло.
- Кум, прва и најважнија особа у сватовима. Он на свадби заповеда и сви њега слушају. Место му је у средини стола, у чело, са десне стране од момка и младе.
- Кума, она седи са десне стране од кума. Ужива све почасти као и кум.
- Прекумак, особа или особе које поведе кум на свадбено весеље са собом и које седе у близини кума и куме.
- Говорџије, група момака говорљиваца, они на свадби много галаме, збијају шале и комендије. Тиме забављају кума и остале сватове.
- Жарач, особа која уме да се лепо шали, по природи весељак, јер од њега у великој мери зависи какво ће расположење бити на свадби. Главна дужност му је да брине за дисциплину на свадби и када стигне време, што лепше приказује дарове. У Љупкови га називају стршала, а у Старој Молдави и Мачевићу говорџија, пошто тамо говорџија нема.

Свадба и венчање се могу обавити у било које време у години, мада Црква прописује да се свадбено весеље не може обавити у дане постова, задушница и среду и петак као посне дане, ипак нема строго поштовање. Свадбе се праве по народном календару, поштујући маскимално и црквене прописе. То је, углавном, током јесени и изме, када се позавршавају сви пољски радови и када има сваког берићета. Међутим, строго треба водоти рачуна да свадба, независно од венчања, буде у време између младог и пуног месеца, како би брак и потомство били у сталном расту и успону. Такође, свадбе се праве почетком недеље, укључујући и саму недељу, никако петком и суботом, када се седмица завршава. У четвртак, четрнаест дана пре свадбе, обавесте се сви који ће на весељу учествовати. У Банатској клисури и Пољадији, на свадбу се позива чутуром (може и други суд за ношење течности) смештеном и украшеном у торби окићену цвећем. Чутуру носи одабрани рођак који позива на свадбу. Онај ко прими позив три пута отпије по гутљај ракије из чутуре, прекрсти се и младенцима пожели срећно весеље и дуг заједнички живот, а потом долије у чутуру од свог пића онолико колико је попио. Чутура се дарује кошуљом, пешкиром или нечим другим, тако да носилац чутуре до краја носи читаво бреме лепих ствари намењен младенцима. По њиховом броју се зна отприлике и број сватова. Слично се обавештава и родбина суседних села. Некада је момак тамо одлазио јашући на коњу, сада се то чини аутомобилом. И младина породица слично чини, разлика је у томе што у сватове позива младин отац. Последњег четрвтка пред свадбу, која се по обичају одржава у недељу, момак заједно са пријатељем, поново иде код званица. Исто поступа и младин отац. Некада је био обичај, данас ређе, да тог истог дана момак са девером и свирачима оду младиној кући по спрему. Спрема се у клисурским и пољадијским селима назива младино руво. Оно се односило у момкову кућу колима и то само дању. Раније је то руво било шифоњер или орман, шиваћа машина и намештај. Све се то натовари на окићена кола ћилимима, шареницама, клечаним торбама и разноврсним пешкирима. На коњу су о комоте качени пешкири. Трећи пут на свадбу се позива у суботу, уочи свадбе. Овог пута се позивају само момкови сватови. У поворци која позива на свадбу налазе се момак, жарач, говорџија са девојкама и много деце. На зачељу поворке иду свирачи и певају разне веселе песме, поготово бећарце. У Старој Моладви и Љупкови се последње суботе не позива на свадбу. Поворка са великом грајом и подврискивање, улази у кућу званице. Жарач прилази домаћину, поздравља га и пружа му чутуру. Пошто испије из чутуре, допуни је својим пићем. За то време домаћица која жели поћи на свадбу, жарачу о штап окачи џепнину или мараму, понекад и повесмо кудеље или било шта друго. Обичај је да се ништа не качи, ако позвани неће у сватове. Данас је то много једноставније, само се речима саопшти пристанак или одбијање. Док домаћин и жарач послују, говорџије се шуњају по дворишту, не би ли домаћину смакли коју кокошку, која ће послужити да се повећа бука. Све се то чини за добро расположење, јер тако ваља. Када се позивање заврши, читава поворка се враћа момковој кући. Ту се вечера, весели, пева и игра до касно у ноћ, а онда одлазе свјим кућама да би се сутрадан поново могли наћи на весељу. Широм Банатске клисуре и Пољадије се у суботу, уочи свадбе, пече печење, праве колачи, сече тесто за супу, кућа се украшава ћилимима и зеленим венцима. Печење пеку заједнички, на одређеном месту, где дођу и свирачи. Када је печење готово, на ражњевима се односи у домаћинову кућу.

#### Свадбени дан
На дан свадбе сватови се окупљају у недељу ујутру. Код домаћина први стижу жарач и говорџија, после њих долазе и остали сватови. Чим се појаве на капији окићеној венцима зимзелена, који ће се скинути када се осуше, у сусрет им прилазе особе опасане кецељама и нуде им ракију и вино. Док се чикају остали гости, жарач са говорџијама и младожењом, уз пратњу свирача, одлази по кума и старојка. У Соколовцу је забележен обичај да када кум улази у кућу домаћина, остали сватови му певају стихове добродошлице. Све сватове ките рузмарином и зимзеленом, који се прикачи на десној страни груди. Пешкирима и цвећем се иските коњи и кола у свадбеној поворци. Кад стигну кум и старојко, сватови заседну за сто, служи се ракија и доручакује. Док сватови доручкују, момак се припрема за полазак по младу. Облачи своје најлепше одело, често специјално купљено за ту прилику. Некада су то били бела кошуља од тканог платна, црне чакшире и капа стриганка. Данас је младожењино одело сасвим другачије. Најчешће младожења не ставља капу на главу и све време свадбе је гологлав. На груди му ставе момачки цвет беле боје, на леви левер капута. По цвету се лако момак препознаје међу сватовима. Кум наређује када се полази по младу. Ако је млада била из другог места, некада се ишло окићеним ћилимима, а коњи су имали на леђима звекире. У првим колима седе жарач са говорџијама, у другим су кум и младожења, у трећим старојко са девером, затим следе остали сватови по сродству и старешинству. Свекар би увек седео у последњим колима, свирачи са кумом. Овакав распоред сватова се и даље поштује у клисурским и пољадијским селима. У пољадијским селима је забележен обичај да пре поласка по младу, младожења узима опроштај од своје мајке јер она остаје у кући да дочека младу, док сватови певају. Кад сватови крену, кум узима чашу са вином а сватови опет запевају. Пред полазак, девера обавију белом, или евентуално плавом траком, тако да му преко рамена прекрије груди и веже се у облику машне на левој страни појаса. Поворка полако полази по младу, уз галаму, подврискивање и звиждање, а често уз пуцњаву ловачких пушака. Певају се сватовске песме, посебно бећарац. Овај се обичај сачувао и данас, једино се изменило превозно средство, јер се по младу сада иде аутомобилом и аутобусом. Ако је млада из истог места, тада се по њу иде у поворци пешице. Први иду момак и једна девојка (може бити његова сестра, посестрима или друга рођака), следи девер са својом девојком, потом кум и старојко са својим званицама и за њима остали сватови. На зачељу колоне иде свекар са говорџијама и свирачима. Жарач иде дуж поворке напред-назад. Око сватова се утрпавају жене које желе видети младожењу и оценити његову лепоту и одећу.
За то време се у младиној кући врше последње припреме како би што лепше дочекали момкове сватове. Још од раног јутра млада обалчи белу хаљину и обује беле ципеле са високом потпетицом. Раније је млада обувала беле папуче. Преко хаљине јој се стави шлајер од провидног белог материјала. Шлајер јој покрије потиљак, а преко њега, на глави, стави се венац израђен у облику разноврсних цветова. Венац у облику круне стави се на врх главе. Млади је на левој страни груди прикачен бели цвет. На руке навлачи танке беле рукавице. У свим клисурским и пољадијским селима је обичај да ту одећу за младу набавља девер. У Соколовцу је забележен нешто другачији обичај. Док се остали момкови сватови забављају код младине куће, дотле девер односи млади шлајер са венцем. Млада је обучена у белу свилу, а на ногама има свилене чарапе са белим ципелама. Када је девер предао венац и шлајер, млада му тада везује око паса и рамена пешкир. Некад је девер носио и тробојку. Док се остали сватови часте, младожења са девером и говорџијама одлази да откупи младу. Њу добро чувају редуше, које ће их пустити тек када за младу исплате одређену своту новца. Том се приликом често изводе разне шале. Ценкање траје прилично дуго, док се коначно не склопи какав-такав уговор. У томе главну реч води девер, јер је он одређен да по сваку цену купи младу. И онда, пре него што прекорачи праг, редуше настају да варјачом дотакну момка, да би се, како се верује, момак прилепио за младу као тесто за варјачу. У Мачевићу и Љупкови, момка настоје ударити опирачом. Да би сачували момка, први улазе остали момци и говорџије. Из собе младу изводи њен брат или сестра, понекад и неки други рођак, и предаје је деверу. Тада се пева песма, потом млада излази са девером и одмах поведе хитро коло, док сватови громко певају. Пре поласка на венчање обавља се марамисалица. Овај обичај је забележен у пољадијским селима. Младожења и млада дају своје прстење куму, који их везује у једну марамицу а потом завежљај даје прво младожењи. Он баца завежљај са прстењем млади, а она опет њему. То се тако чини три пута. Трећи пут момак прима завежљај и задржава га за себе, као доказ да је млада пристала на удају. Пре поласка на венчање, млада се опрашта од родитеља и родбине, сви је љубе и благосиљају, а онда улази у поворку и полази на венчање.

#### Венчање
Венчање се прво обавља у општини, где се склапа грађански брак. Свадбена поворка са младом и девером иде кроз село до општинске зграде. Пред полазак из младине куће, будућем свекру окаче око врата венац љуте паприке, да би, како се верује, био љут као паприка. По томе се свекар и препознаје од осталих сватова. У општини, на венчању, присутни су младенци, девер, кум и старојко. Младенце венчава кнез (председник општине) питајући их да ли у брак ступају добровољно. На те речи они дају потврдне одговоре. Док траје грађанско венчање, остали сватови остају пред зградом општине и веселе се, певајући разне песме, опкољени радозналим светом који чека излазак младенаца. После обављеног венчања, кнез, кога млада дарује комадом белог платна или кошуљом, поведе коло у које се сви хватају. Из општинске зграде се одлази на венчање у цркву. Тај је обичај обавезан за све младенце у клисурским и пољадијским селима. Венчање у цркви се обавља по тачно утврђеном обреду. Оно је попраћено разним шаљивим обичајима. Тако се за време венчања, младенци утркују ко ће коме први нагазити ногу, јер се верује, онај ко први нагази ногу биће и газда у кући. А нађу се и шаљивџије који звоне у црквена звона да младенцима не буду глува деца. Кум и старојко доносе у цркву превез, којим свештеник покрива пешкиром завезане руке младенаца. Некада је то био само комад платна, а данас је то комад штофа или свиле, од кога ће млада себи сашити хаљину. За време венчања главе младенаца се покривају чојом или свилом и на то се ставља круна са крстом. Из цркве се поново образује поворка сватова. Сада млада са младожењом иде на челу поворке. Испред њих иду две девојчице које носе у рукама по једну велику свећу увезену  свиленом машном. За младенцима следи девер са фиферком (младином добром пријатељицом), потом следе кум, старојко, најрођенија фамилија и сви остали сватови. Поворка пролази кроз село на путу младиној кући. Готово из сваке куће изађе неко и сватове нуди вином или ракијом и пожели много среће младенцима. Уз сватове се гурају деца и подвикују „Изгорела куму кеса!”  или само „Кеса куме!” а он им баца ситан новац. Деца се грабе и отимају да што више сакупе таквог новца, јер по народном веровању, такав новац доноси срећу. Новац бацају и остали сватови, нарочито старојко.
У Соколовцу, као и другим пољадијским селима, обичај је када се стигне до младине куће, пред трпезаријом седе две-три снахе са чинијом пуном воде и захтевају да се у њу убаци који новчић као плата куварицама које су припремиле ручак. Тај новац пак одлази код младе. У клисурским селима, када већ заседну за сто да ручају, појави се нека старија жена завијене руке и сватовима, плачућим гласом, говори како се при кувању супе случајно опекла, па сад да јој они уделе коју пару како би могла отићи код доктора да руку излечи. Тек кад сватови дају паре почиње свадбени ручак у младиној кући. После ручка жарач приказује част (поклоне) са много шале и пецкања на рачун дародаваца. Поклони су, углавном, намењени младенцима. У пољадијским селима младенци не смеју да једу да се не би у браку свађали. У Соколовцу понекад једу али не и супу, јер према веровању, деца ће им бити слинава. За време ручка младини гости не ручају, њихова је дужност да што боље угосте момкове сватове. Ручаће када оду момкови сватови.
После два-три сата седења и играња, кум нареди да се сватови подижу са столова и пођу момковој кући, где треба стићи пре мрака, како би знатижељни свет могао видети сватове, поготово младу. Жарач са говорџијама одлази раније да у свом селу или кући благовремено најави скорашњи долазак сватова са младом. Пролазећи кроз село, сватове поново нуде ракијом и вином пожелевши младенцима срећан брак са пуно деце. У пољадијским селима пре него што уђе у нову кућу, млада са кумом обиђе трипут двориште и тек потом стане у близини кућног прага. Обичај је у свим клисурским и пољадијским селима, да при улазу у момкову кућу будућа свекрва пружа млади сито са пшеницом и кукурузом, које млада разбацује на све стране око себе. Бацањем жита и кукуруза симболично се изражава жеља да у кући буде увек свега и свачега. Потом враћа сито свекрви, а од јетрве или снаје узима мало мушко дете од пола године које се зове наконче Оно је из младожењине родбине или неког суседа, па га диже увис, изнад главе, и љуби са жељом да и она буде плодна. У Соколовцу је забележено да је нека смелија млада понеку шаку пшенице бацила и у лице присутних, а они јој тада одговоре: „Добра је млада!”. Подигнуто дете млада окреће трипут за сунцем. С кола младу скида свекар, а свекрва већ шири платно до собе у коју ће млада ући. Газећи по платну млада стиже до кућног прага, а тада јој се додају два хлеба које она ставља под пазух. У рукама држећи свеће и у боцама вино, ступа у нови дом. У Соколовцу је млада већ припасала кецељу коју је поклонила свекрва. Симболично се овим чином изражава жеља да у кући буде светлости и благостања. У кући младу очекују укућани и родбина са момкове стране. Млада поздравља госте речима: „Добро вече, светло вам видело” и ставља хлебове, свеће и вино на сто. Потом љуби у руке кума а и остале старије особе, а они је даривају новцем. Затим се сватови служе ракијом. Централно место за столовима имају младенци, кум, девер, старојко, а остали сватови седају по степену сродства или по старинству. Певају се разне песме. У Соколовцу је забележен обичај да се за кумов дар иде са музиком и сватовима у којима су младожења, говорџије и друге званице. Пре тога је жарач зауставио игру и наредио да се оде по кумове поклоне. Због тога кум улаже жалбу против жарача и тражи  да он буде кажњен. Кум радо испуњава жељу куме, наређује говорџијама да вежу жарача за колечка, или на брану, или на ваљку за жито и тако повозају по дворишту. После ове шале служи се вечера за све сватове. Напослетку, у неко доба ноћи, приказују се дарови, или како се каже, част. Дарове приказује жарач који је одабран и по томе што је позната шаљивџија. Он говори гласно и свака му је реченица проткана шалама. Шали се на рачун дародаваца, оне су често неслане, па и увредљиве, те се понеко и наљути, али све се то брзо заборави и весеље се наставља. Прво се приказују поклони домаћина, потом кума, старојка и девера. Много се шали на рачун старојка и старосватице, али се на њих не сме наљутити, него све то треба достојанствено претрпети. По обичају сви они доносе, осим бардака вина, нешто новаца, по једно печено прасе или јагње (овцу) на ражњу. После младожењине родбине, даривају и остали сватови присутни на свадбеном весељу. Ако се млади или некој другој особи из куће дарује платно или други несашивен материјал за хаљину, тада говорџије захтевају да жарач то поново измери. Он то најчешће чини незграпно, па материјал мери на лакат. Када говорџије пожеле да се и њима нешто удели, а то су обично пиће и торте, тада углас повичу: „Кум Бога моли! Амин, сватови!” Ако је жарач причљив, може да овај свадбени тренутак претвори у право весеље и одушевљење. Зато су ту редуше, које знају да насамаре и жарача, па му поклоне нешто увијено у стотину хартија, а он се презнојава да до поклона дође. То обично бива по која велика кост или друго нешто неслано. Поклон мора обавезно да покаже сватовима, а онда настану општи смех и весеље. После приказивања дарова, следи младина игра. Да би се играло са младом, мора се претходно платити. Сваки игра док се за игру не јави неко други. Игра се, док се не изређају сви гости, често неки играју и више пута. За време свадбе се изводе и друге шале како би расположење било што веселије. Тако се кум не сме опити, јер ће га накресаног ставити под корито, а и ако се опије, тада ће га колицима одгурати својој кући. Међутим, то се ретко дешава. У неким селима, као у Соколовцу, на свадбу доносе и мртваца, којег нека жена пригодним текстом оплакује. Плаче и запева, јер је умро пошто је много меса појео и превише пића попио. Кад мртвац устане, сви се смају и веселе. У пољадијским селима се изводе и шале као што су вађење зуба, седење на две столице, огледало без огледала, убијање бика. Често оне знају да буду и довољно безобразне, али све то у једном свеопштем весељу пролази мало опажено. После приказивања части, у Мачевићу се игра плес који мештани називају раца. Игру почиње говорџија и пешкиром позива две женске особе, једној поклања пешкир а другу љуби. Девојка са пешкиром бира друга два мушкарца, па једног љуби а другом поклања пешкир и игра се наставља. Славље и весеље траје до зоре, када кума отпрате са музиком до куће. Остали сватови су већ отишли, јер и сутрадан треба доћи на весеље. У Мачевићу и Старој Молдави је  обичај да пред зору сви сватови играју и певају. У току свадбе, говорџије настоје, што по правилу и успевају, да млади истргну ципелу са ноге. Да би је добила натраг, девер мора да лицитира ципелу и исплати извесну суму новца јер је био неопрезан при чувању младе, што је само једна шала. У Љупкови, после приказивања части, излази се на улицу да би се играло. Током игре, младини родитељи дарују кума, старојка, девера, војводу и стршалу, тако што им дарове обесе око врата. Кад се наиграју на улици, сватови улазе у кућу и служи им се паприкаш (врста љуте чорбе). У Мачевићу и Старој Молдави постоји обичај по коме један говорџија преврне кожух, за појас окачи клепетушу, узме жарач (један подебљи штап) и настоји да украде младу, коју добро чувају и бране остали сватови. Онда одлазе на обалу Дунава, где запале ватру па се сви сватови нагараве, мажући се угљевљем да би се сви потом умили дунавском водом и тек потом одлазе својим кућама.
Свадба се наставља и другог дана, после подне, али сада само у момковој кући. Жарач, домаћин и говорџије са свирачима одлазе по кума и старојка, а успут позивају и остале на весеље. Тада долазе и младине званице, њена најближа родбина и пријатељице. У Клисури се каже да долазе у поде (у походе). У Љупкови се младини сватови називају дрзари, док се у пољадијским селима каже да долази младина родбина у погачаре (доноси погачу). Ово је прва посета младине родбине у њеном новом дому. Недељу дана касније посетиће младожења са својом невестом свога таста и ташту. Другог дана весеља игра се и слави као првог дана свадбе. Приликом даривања, млада сада дарује кума, стаојка, девера и прекумке, а домаћин опет куварице и све који су на свадби служили. Тако даривани прошетају поново кроз село, затим се врате, па уз песму и игру проведу и ову ноћ. У Љупкови сви сватови скупа при поласку одлазе на Дунав, да се после толиког јела и пића мало освеже дунавском водом. Том приликом се међусобно поливају, гуркају у воду. Затим се враћају момковој кући где их чека врућа ракија. Пали се кукурозовина, начини се ватра и сватови играју коло око ватре. После тога одлазе својим кућама и свадба је завршена. У неким местима се приређује свадба и трећег дана, али сада у мањем обиму, за старе особе које нису могле да издрже праву свадбу. Они у тишини вечерају, запевају по коју песму, понекад и заиграју, па се враћају својим кућама.
У клисурским и пољадијским селима постоји неколико врста свадби:
- Велика свадба, на таквим свадбама учествује велики број сватова, често и читаво село. Оне се дуго памте и о њима се прича у суседним селима.
- Свадба на два места, некада је таквих свадби било највише. Она је истовремено одржавана и код момка и код младе. Данас су на гласу заједничке свадбе које се одржавају у салама дома културе или по мензама.
- Ноћна свадба, такве свадбе су приређивале сиромашније породице. Одржавале су се у кругу најближих рођака и пријатеља. Трајала је само једно вече.

Обичај је да се после свадбе млада другачије чешља, мараму више не везује под браду, већ позади, да би се знало да је невеста. У Старој Молдави, Љупкови и Мачевићу невесте носе ћуле. После свадбе се приређује , на неки црквени празник, колач. На колач обавезно присуствују кум и старојко, док остали долазе непозвани. Весеље је много скромније али су обичаји слични свадбеним. Некада је сиромашнија породица уместо свадбе имала само колач.

### Погреб
Старији људи, када зађу у године, унапред се спремају за смрт. Тада купују себи покров, самртно одело, обућу, па чак и поклоне (пешкире и кошуље) за оне који буду носили њихов ковчег. Од одела мушкарци припреме кошуљу, прслук, шешир, одело, чарапе и ципеле, а жене спреме оплећак, скуте, сукњу, мараму, чарапе и ципеле. Све то они чувају на добро скривеном месту, обично у орману. Некада су спремали и даске од којих ће им се спремити мртвачки ковчег, а неки смелији су га имали спремног и пре него су умрли. Још пре смрти старији кажу својим укућанима место где да им се ископа рака, а то обично бива крај својих ближњих. Истовремено, одреде ко да их обуче у самртно одело, ко ће им носити крст, а ко самртнички сандук, па и колико времена да га жале. У клисурским и пољадијским местима је још увек обичај да се самртник пре смрти исповеди и причести. То се дешава наорчито када самртник не може да тако лако испусти душу, и тада се позива свештеник. На исповедању не присуствују остали чланови јер се тада казују најскривеније тајне, које је самртник чувао само за себе.
Када укућани примете да ће неко њихов умрети, запале унапред припремљену свећу и ставе му је у руку са уверењем да душа види отићи на онај свет. Постоји народно веровање да при нечијој смрти није добро гласно заплакати и јаукати, да се не би смртник повратио у живот овоземаљски, а тиме му само отежали смрт која је за њега неминовна. У самртном часу, обично крај покојника, нађе се неко од укућана или рођака који му спусти капке на очима, а испод браде па преко темена завеже се повој од платна, како уста не би остала отворена. Ако умре мушка особа, тада се позове неки старији човек да умрлог обрије, окупа и обуче у самртно одело, ако умре женска особа, тада купање и облачење обави нека старије жена. По народном веровању, купање покојника се обавља да се са тела оперу грехови. Тако спремљеног покојника ставе у мртвачки сандук, који се ставља на сто, прекрију га платном које виси до саме земље, а потом и покривачем. Сандук је постављен тако да је мртвац главом окренут западу, а лице му гледа у правцу у које се сунце рађа. Крај узглавља са леве и десне стране упале се свеће. Мртвацу су руке склопљене на стомаку, покровом је покривен до браде. Око сандука се поставе клупе и столице за седење. Мртвац лежи, по обичају, у предњој соби, испод иконе свеца којег светкује домаћинство. Ако је у соби сат, он се зауставља да више не функционише, а и огледало се прекрије пешкиром. Тада се јавља црквењаку да удари глашење (да звони црквеним звоном). Смрт се оглашава звоњењем црквеним звона, различито за мушке и женске особе. Ако неко умре када је већ пао мрак, смрт се објављује тек следећег дана. Првог дана се оглашује звонима трипут, ујутру, у подне и увече, а на дан сахране много чешће. У неким пољадијским селима, као Соколовцу, обичај је да се звонима звони много често, чак и по стотинак пута. Када неко умре, у кући се упали светло, које се не гаси и до 40 дана. Ако је умрла млађа особа, тада се на кућу истакне жалница од црног платна, која ће тако стојати дуго време, понекад и док сама не иструне. Док је мртвац у кући, она се не чисти. Мушкарци скидају капе и иду гологлави, а жене повезују црне мараме. У соби где се налази покојник, отворе се прозори и врата да би, по народном веровању, душа покојника могла слободно да излази и улази у кућу. Такође, није добро да мртваца прескочи мачка или да се преко њега нешто додаје, јер ће се у том случају, по веровању, мртвац повампирити. Мушкарци и жене који долазе код мртваца доносе свеће и по који цвет или ружу. Први доноси свећу онај коме неко из куће умро пре овог покојника. Умрла особа остаје обично једну ноћ у кући, или две, ако је умро ноћу, онда мора да прележи и цео наредни дан, да би га тек тад сахранили. Све време док је у кући, код покојника долази родбина и пријатељи да га чувају, јер се верује да га не треба оставити самог у кући. За то време долазе жене које оплакују не само умрлог, већ у свом нарицању помињу и своје упокојене, нарочито ако су то биле млађе особе. У нарицању се дају умрлом поруке, поздрави, прича се о његовом тешком животу и друго. Запевање за покојником почиње чим он склопи очи и траје, са прекидима, све док га не сахране у гроб. Тада престаје јер народ сматра да ће га узнемирити у његовом покојничком миру. У клисурским и пољадијским селима нема плаћених нарикача. Чим се сазна да је неко умро, почну долазити комшије, родбина и пријатељи на чување. То се обично чини увече, када позавршавају послове. Када дођу у просторију где лежи мртвац, прекрсте се, понеки очита оченаш, поклоне се умрлом и рукују са укућанима и најближим рођацима умрлог који се ту затекну, изражавајући им саучешће у жалости. Потом седну крај мртваца или у другој просторији. Тамо се прича и пије за покој душе умрлог. Мртвац никад није смео остати сам, увек је неко седео крај њега. Они који долазе да га чувају, љубе мртваца у руке или чело и кажу: „Бог да му душу опрости!” Пре погреба, укућани се отварају. Кроз процеп глоговог штапа (може бити и од дуњара) везаног на крајевима црвеним концем, пролазе укућани, пошто се прво прекрсте, и коракну десном ногом. Две старије жене подижу штап, а особа која се отвара коракне напред. При отварању трипут се коракне, после последњег корака одлази се мртвацу, пољубе га и затраже од њега опроштај.

#### Сахрана
На дан сахране, рано ујутро, људи који су задужени да носе мртвачки сандук одлазе да копају раку. У групи мора да буде непаран број (пет, седам или девет). Не ваља да буде паран, јер народ верује да ће у том случају у домаћинству бити још један покојник. Рака се обавезно копа на дан сахране, јер није добро да гроб остане празан. Пошто ископају раку, оставе једног чувара раке, остали се враћају кући. Обичај је да раку не копају особе из породице или ближе родбине, већ редовно то чине они из побочног родбинског стабла, а могу то бити суседи и пријатељи. Пред свештеников долазак, особа која је обукла мртваца, одвеже му повој са браде. Покојника сахрањују обично у поподневним часовима. На нарочито црквено звоњење (скупштина), окупе се мушкарци и жене око мртвачког сандука, како би испратили мртваца на његов последњи пут. Пре него што се мртвачки сандук (у Старој Молдави се назива древа) понесе, прилази родбина умрлог на последње целивање, љуби га у чело, а неко само у руку. Свештеник очита опело над отвореним сандуком у просторији у којој мртвац лежи, а вином у којем је и мало уља, полије му руке у облику крста и окади га тамљаном. Све се то унапред припрема и одреди се жена која о томе брине. Она остатак вина носи на гробље да би њиме свештеник прелио сандук кад се спусти у раку. Иста жена носи и пешкире које ће након сахране поклонити свештенику и појцу. Сандук се затвори у кући, а најближи мушкарци из рода га износе у двориште, тако што предњи део иде напред. Исти га људи износе из дворишта након црквеног обреда. Сандук се потом ставља на носила. Свештенику и појцу се даје посуда са водом, босиљком и свећом. Ту се укућани и остала родбина последњи пут опросте од покојника, тако што целивају сандук и крст на њему. Док се поклопац на сандуку закуцава, свештеник одлази са најужим кругом укућана у собу где је лежао мртвац и ту породици очита последњи помен за умрлог.
Погребна поворка се формира тако што начелу поворке иду два младића, који носе црне црквене барјаке. За њима следе носачи венаца, певачко друштво, свештеник са црквењаком, а онда крстоноша, који је по обичају рођени кум, потом следи мртвачки сандук са носиоцима, којих је по обичају осморица. За мртвачким сандуком у поворци су прво најближи рођаци покојника, а потом и остали пратиоци или учесници на погребу. На путу за гробље, читава поворка обавезно свраћа у цркву, где поново, уз помоћ црквењака који приноси кандило, свештеник очита молитву. Сандук носе искључиво мушке особе, њима се за рамена привезују беле кошуље или пешкири, а могу то бити и мараме. Мртваца проносе кроз село, поворка се зауставља на плаћена стајања, када свештеник очита помен преминулом. Једино у Љупкови постоји обичај да се на стајања клечи, а то чини и свештеник. Због тога се за свештеника носи и јастуче. Народ верује да није добро да се приликом сахране рођаци окрећу уназад, како се не би умрли вратио својој кући као муроњ (вампир). Над ископаном раком, свештеник очита последњу молитву, говори речи жалости и утехе, а истовремено говори и о свим врлинама које су красиле покојника. Потом се сандук спушта у раку и свештеник полије вином сандук, а остатак заједно са флашом баци крај сандука певајући Вјечнаја памјат. У раку се баце  штапови којима су се рођаци отварали. Остали свет у раку баца новац и грумене земље и том приликом говоре: „Лака ти црна земља била” и „Бог да прости покојника”. Потом се народ полако разилази. Данас је обичај у клисурским и пољадијским селима да се место појединачних рака, махом праве гробнице на сводове, поготово ако унру млађе особе. Такве гробнице могу бити појединачне или заједничке (породичне), за живе, како се каже у овим крајевима. Оне се обично праве за живота људи. У последње време, у Старој Молдави и раније, шири се обичај да се још за живота изгради гробница, са бетонским сводом и нишама у које ће се поставити мртвачки сандуци читаве једне породице. Над таквим сводом диже се споменик, ређе у облику крста. На њему се исписују имена и презимена, године живота и смрти оних који ће бити сахрањени у тој гробници. Такве гробнице су ограђене оградом од металних шипки и препуне су цвећем. Некада је био обичај да имућније породице граде и своје мале црквице или капеле, у којима су сахрањиване. Таквих капела има у скоро свим сеоским гробљима клисурских и пољадијских села, нарочито у Старој Моладви. Кад се гроб затрпа, поред главе покојника, са западне стране пободе се крст, а за њега се привежу венци. Сви присутни на гробљу, после сахране, обилазе гробове својих ближњих или даљих рођака, те и тамо упале свеће. Након тога враћају се са гробља. На излазу из гробља неко од укућана или ближе фамилије дочекује учеснике погреба и позива их на прекаду. Када умре неки младић или девојка, за ношење мртвачког ковчега позивају се да ту дужност обаве момци. Сви који носе мртвачки сандук окићени су кошуљама или пешкирима прикаченим за раме, а сада је обичај да се тим стварима окити сандук. Самоубице се не сахрањују по црквеном обреду, већ се само мртвачки сандук односи на гробље, и тамо се после покопа. Постоји веровање, ако из неке куће у истој години умру две особе, да је то предзнак да ће умрети и трећа. Да би се укућани заштитили, тада у раку сахрањују живо пиле. Ако умре неко дете, тада новорођенчету дају имена која ће наслутити да ће дете живети, таква имена су Живота, Живорад, Живан, Стојан, Здравко, Бранко и друга. Народ верује да недељом и на важним црквеним празницима умиру само великоправедници и великодушници. Уврежено је веровање да се повампирују особе које су умрле без свеће, те њихова душа тражи уточиште и смирај. Вампире најбоље откривају стока (волови, овце блеје, а пси лају). Они понекад делују очигледно, отворе петла, преврћу посуде, лупају на врата и прозоре, љуљају кревет, даве и гуше поједине особе, тумарају по тавану и лупају. Да се не би покојник повампирио, народ је измислио неке необичне обичаје, тако су у гробницу забадали непаран број шиљатих предмета (ножеве или глогове колчиће) на месту где су се мртвацу налазиле груди, концем су мерили дужину мртваца, па се потом тај конац стављао над вратима, како не би могао вампир да уђе у собу, старје жене су бајале по кући и стављале на ватру барута или гуме, забадале су нож у кућни праг да би кућу одбраниле од нечистивца. Хаљине у којима је покојник издахнуо склоне се на неко скровито место, обично на тавану, окаче се о неки кровни рог, а то се чини зато да не би кући донео какво ново зло.

#### После сахране
За све време сахране, у кући се пристављају столови, клупе, суђе, хлебови и ракија за даћу. У клисурским и пољадијским селима увече се у кући умрлог приређује прекада. У Соколовцу се то чини тек следеће суботе. То је у ствари и први помен покојнику, а састоји се од обилне вечере приређене у његову част. Ако је покојник био у годинама и од старости умро, тада се на прекади често чују и шале, па и песма ако је покојник волео песму. За трпезом мора бити непаран број учесника. Једно место у врху трпезе остаје празно, намењено је покојнику. И њему ставе у тањир помало од сваког јела. На крају се сви разиђу, а обичај је да укућани никога не прате при поласку. Клупе, столови, посуђе и све остало што се позајмило из комшилука за даћу, ником се не враћа, јер свако мора сам доћи по своје предмете. Сутрадан, након сахране, ујутро, спреме се неколико укућана, а то су обично жене, и одлазе на гробље да окаде гроб умрлог, прелију вином, упале свећу и дају други помен умрлом. Мора их бити непаран број, најчешће одлазе три жене. Иду истим путем којим је ношен покојник на сахрану. Када дођу до гроба, пободу велику свећу и запале је. Свака узме малу воштаницу и запали, а онда трипут обиђу гроб идући једна за другом. Истовремено се полије гробница са остацима од прекаде, а потом се шоља окрене са врхом на доле и ту остане годину дана. Оне се речима обраћају мртвацу да су дошле да га обиђу и донесу му понуде, а од њега желе да остане на свом месту у миру. Враћају се кући не говорећи. Код куће доручкују, обично од јела што је остало од прекаде, а затим оду својим кућама. Овај обичај се понавља трипут узастопце сваког јутра. Постоји обичај изливања воде за мртвацем. У Соколовцу се вода излива на реци Нери, у осталим селима се то чини на извору или крај бунара. Разликују се две врсте такве воде, мала и велика вода, док у Соколовцу постоји и трећа, духовска вода. Мала вода се доноси од дана смрти па до прве суботе, велика вода се вуче од средоносне среде па до великог четвртка. Духовска вода се вуче од Спасовдана до духовског четвртка. По обичају, такву воду вуку девојчице или деаци из куће умрлог или из суседства. На крају добијају поклон за учињен посао, најчешће хаљиница или одело. Готово у свим клисурским и пољадијским селима мртвима се даје за душу четири пута. Свако давање за душу се зове даћа или прекада. Уобичајено је да се парастос даје покојнику након четрдесет дана од сахране, или четрдесетница. На овај парастос долазе најближи из фамилије покојника, они који су били на прекади. Није добро да се даје парастос после или када му прође термин, јер се верује да ће покојнику на оном свету трпеза стајати на леђима. Ако се четрдесетница пада баш у суботу, онда се парастос даје пре, у суботу унапред, али опет то мора бити у суботу. У неким селима се парастос не даје на пола године, већ само на годину дана. Обичај је да се на парастосу на шест недеља неко обдари старијим или изношеним стварима које је носио покојник. Те ствари прима особа која је или млађа или истог годишта са умрлим. Исто се чини и на годишњем парастосу, али се овога пута купује само нова неношена одела или хаљине. Такве поклоне примају обично они који су били добри пријатељи покојника. На парастосима се приређују вечере за душу покојника. На крају сви присутни примаају и по један колач на који се забоде свећа. Ако помен пада у пост, онда се за вечеру спремају посна јела. После годишњег помена се скида црнина и престаје жалост. Ако је умрла млађа особа, онда укућани жале знатно дуже, понелад и доживотно не скидају црнину. Мушкарци од дана смрти умрлог па до прве суботе или до укопавања мртваца, не носе капе, а жене се не чешљају. Мушкарци из ближе родбине се не брију нити шишају све док се не наврши шест недеља.
За душу покојника, али и свих умрлих у једној породици, везане су пролећне и јесење задушнице. Ово су празници или дани мртвих и падају увек у петак (први дан) и суботу (други дан). На задушнице жене одлазе на гробље, преливају гробове вином, пале свеће и удељују сиротињи, а све то за покој души. Међутим, и током године, приликом готово свих верских празника и светковина пре почетка ручка уделе понешто за душу свих покојника, односно њихових предака, чије крсно име славе и носе презиме. У клисурским и пољадисјким селима се верује да човек кад умре, његова душа не иде одмах нити у рај, нити пакао, него за четрдесет дана остаје на земљи и тада обилази сва места на којима је некада ишао. Ако човек удовац жели да се ожени, најпре мора издати годину дана својој првој жени, па тек онда може узети другу жену за супругу. Мртваце укопавају на гробље које се увек налази на крају села или на каквој узвишици. На гробља укопавају и утопљенике, случајне погибиоце, па и туђине. Клисурска и пољадијска гробља су ограђена жичаном оградом, понекад и каменим зидовима. Кад укопају покојника на чело главе поставе крст, на коме се урезује запис у виду кратке биографије покојника, обично година рођења и смрти. Ретко се на крстовима пишу стихови и епитафи.

### Световни обичаји

#### Моба
Овај обичај који се практиковао у клисурским и пољадијским селима, очувао се и до данас, али у нешто измењеном облику. У Љупкови, али и другим местим са ових простора, овај обичај се сада зове удруживање. При мобама људи удруженим снагама обављају разне радове, поготово пољске. Мобе се одржавају за време главних сезонских радова (берба винограда, кукуруза, жетва, сакупљање сена и друго), када већина домаћинстава није била у стању да сама обави све пољске радове који су захтевали више радне снаге, а временски су били ограничени. Зато су се домаћинства међусобно удруживала и заједнички обављала пољске радове, помажући једни другима. Најраспрострањенија и најпознатија моба у овом крају је била при брању винограда. На мобу су одлазили, обично, младићи, рођаци и комшије, лепо удешени и весели. Сели би у кола у којима је био сандук од добро спојених дасака како не би зрневље испадало. Та су кола окићена гранама зеленила, најчешће јесењим ружама. Окићени је била и стока која је вукла кола. Обично су то били волови, ређе коњи. Волове су нарочито користили Клисурци, док су Пољадијци одлазили на мобе помоћу коњске вуче. Одлазило се у винограде и тамо радило уз песму, шалу и весеље. Док су девојке косирима одсецале зреле гроздове и стављале их у котарчиће или шућурице, а потом у веће котарице, младићи су их на раменима односили и изручивали у колске сандуке. Кад би завршили бербу, пешице, уз кола, одлазили су кући код домаћина, уз песму и добро расположење. Тамо су млели (муљали) грожђе или га изручивали у ступу одакле је под притегом цурила маста у велике каце. За учеснике у моби газда је увек приређивао богату вечеру.
Постојале су мобе и за обављање жетве, у време када се то обављало српом и косом. За време жетве требало је обавити разне послове, са много више радне снаге, косидба жита српом или косом, плетење ужади за везивање снопова, сакупљање снопова и њихово садевање у гречкове (камаре), одвожење снопова колима на гумно, вршидба помоћу дреша, сакупљање жита у џакове. При купљењу сена, а у клисурским местима има много добрих сенокоса, ради се здружено у мобама, јер тај посао треба завршити што брже. На кошење се одлазило рано ујутру, а често се коси и по месечини. Да би се сено што пре сасушило, откосе је требало превртати и изложити их сунцу. Сено се прво сакупи у велике навиљке, а потом се помоћу два велика шиљка преноси удвоје или појединачно, ако је ливада стрма, на одређено место где ће се и упластити. Пластове садевају у долинама, доступним за кола, како би се касније сено одвозило кући код стоке. У клисурским и пољадијским селима људи лошијег материјалног стања су удруживали, приликом орања у спаривању, теглећу стоку, волове и коње, да би потом обаваљали хитне и неодложне пољске радове.

#### Седељка
Некада су се приређивале седељке када у клисурским и пољадијским селима није било домова културе или кафана, у којима се данас редовно окупљају младићи и девојке. На њима су се у вечерњим часовима, када позавршавају своје пољске и кућне радове, окупљали момци и девојке. На седељкама би остајали до касно у ноћ, на њима је увек било весело. Одржавале су се неколико пута недељно, у разним деловима села, обично на раскршћу сокака или на њиховим угловима. Најчешће су се одржавале у првим јесењим данима, док су још вечери биле топле, а тај се период поклапа са раздобљем када се у селу удају жене. Седељке су за момке и девојке биле најпогодније прилике да се састану, попричају, нашале и друже. Других места није ни било, осим да оду код девојака кући, а о таквим сусретима зли језици по селима су знали да исплету свакојаке приче. Оне су за сеоску омладину биле добра, ако не и једина, прилика за боље упознавање, пошто су игранке биле организоване само током црквених празника. На седељкама, момци су палили ватру, кували млади кукуруз, пржили семенке и кокице. Певало се и шалило, у средини круга ложила се ватра о којој су бринули окупљени мушкарци. На ватри је постављен саџак са котлом пуним корења младог кукуруза. Девојке су се занимале плетењем и предењем вуне на преслици. Када се кукуруз скувао, момци су га служили девојкама, а и сами су га јели. Крај ватре, сваки момак је седео поред своје девојке изабранице. У касно доба ноћи су одлазили својим кућама, а сваки момак је пратио до куће своју девојку.

#### Свињска даћа
Овај обичај се усталио из надасве практичних разлога, јер је за клање свиња била потребна помоћ родбине, па чак и комшија. После обављеног посла било је природно да се човек опусти и све то прослави једном богатом вечером, намењеном онима који су уложили свој труд. Клање свиња је у овим крајевима одувек је била велика радост и права светковина. По старом обичају свиње се обично кољу касно у јесен, често после првог мраза или снега, када су завршени пољски радови. Тада се приређује вечера или свињска даћа. За ручак се једе само пржено месо, а у уз чорбу са свињетином, једе се веома добро припремљена проја. У Љупкови, као и по другим клисурским местима, раније се приликом клања, свињчету још у кориту начини белег на глави у облику крста. У те урезе се сипа кухињска со. Потом најстарија жена у кући окади тамњаном заклано свињче. Тек после тога се свињче окачи о раф (чивилук). Док домаћица припрема богату вечеру, остали укућани послују око заклане свиње, соле месо и сланину, стављају их у кацу, праве разноврсне кобасице, месњаче, крвњаче, које стављају у котлове, а ове на саџак па на ватру, праве кобасице које ће сушити у комину окачивши их о дрвене штапове. За вечеру се позива најближа родбина, претходно им је послат тањир меса а често и нешто чорбе, за оне који неће доћи на вечеру. На свињској даћи служе се јела са месом, као што су сарма, пржено месо, кобасице да се пробају и на крају обавезно крофне. На столу има стално загасито-црвеног рампаша  и отела, па се таква једна вечера обично завршава лепом песмом.

#### Имендан
Имендан је у новије време попримио извесна обележја световног празника, мада човек слављеник тога дана обавезно одлази у цркву. У Љупкови постоји обичај да се код слављеника нађу под прозором сворачи и певачи. Ганут музиком и песмом, слављеник излази на прозор и нуди их колачима, пићем и новцем. Обичај је да се код слављеника окупљају рођаци и пријатељи да слављенику пожеле здравље и срећу. Остају на ручку и на слављу које се то приликом организује, које траје до касно у ноћ. У Љупкови, слављеник тога дана дарује цркву из места парама или другим неким поклонима. У већини клисурских и пољадијских места имендан се слави скромније. Тада слављеник окупи у своју кућу најрођеније, а међу њима и своје пријатеље.

#### Грушавина
Грушавина је обичај који одрасли приређују за децу, то је стар обичај који се очувао до данас. После три или најкасније недељу дана пошто се крава отели, и донесе на свет ново младунче, домаћин, по устаљеном обичају, приређује грушавину.  На заказани дан, за грушавину, деца из комшилука, али често из удаљенијих сокака, долазе код домаћина носећи са собом своје кашике од куће. Када се деца окупе код домаћина, њих десеторо или двадесеторо, а то обично бива у вечерње часове, тада поседају у облику круга на једну лепу шарену крпару или ћилим, скрстивши ноге под себе. Испред сваког детета постављен је пун тањир млека са куљом (куља се у Клисури и Пољадији прилично много употребљава у исхрани, а припрема се од добро просејаног кукурузног брашна скуваног у води која треба да прокључа). Пре него што почну да једу, долази домаћица па их покрива белим чаршавом и полива водом пожелевши да крава има млека као вода.

#### Додоле
Овај обичај је у клисурским и пољадијским селима у процесу нестајања, можда због извесне просвећености народа који одавно не верује у магијску моћ речи, пошто додоле представљају збир магијских обреда почев од њихове игре, изливања водом и стихова са истим рефреном чији је смисао да се људском снагом утиче на природу да се она одобровољи и пусти кишу. У Љупкови се за додоле користи назив дуду-лејке. Обичај се примењује само спорадично у неким местима, и то изузетно када околином владају жеге и велике суше. Обично су додоле биле сеоске Циганке. Пошто се у Белобрешки додоле појављују индивидуално за разлику од других села, биле су познате белобрешчанске додоле Даринка Константин и Флорика Журж. У Љупкови постоји једна главна додола, а њу су пратиле друге додолице (група девојака). Главну додолу свуку до кошуље, па је потом прекрију зеленилом од главе до пете. Група девојака пролази улицама села, залази у сваку кућу и ту додоле играју и певају. Додолске пратње су само понављале рефрен додолске песме, а та је песма слична у свим пољадијским и клисурским селима: „Ој, додо, ој, додоле!” Најжешће суше су се догађале о Петровдану, јула месеца. Тада су се појављивале додоле по селима. Тамо где су додоле биле појединачна појава, обично се једна Циганка свуче до кошуље, обложе је разним зеленилом, коровском травом, најчешће бурјаном и павитом, тако да се скоро не може препознати. Тако окићену додолу, за чији пас још привежу уже, те она за собом вуче некакав стари дрвени, парашени крст, нађен на гробљу, иде од куће до куће, преко целог села певајући познату додолску песму и поскакујући с једне ноге на другу. Сваки домаћин излази из куће са ведром пуним воде и излије на њу, а она игра окрећући се стресујући воду са себе. После оваквог обилног поливања, домаћин додељује додоли што за јело а најчешће то бива хлеб, колачи, јаја, брашно или друге ситнице, па су зато додоле за Циганке биле добра прилика да се нешто испроси, јер у клисурским и пољадијским местима једино Циганке и Цигани се баве просјачењем. Ако домаћина нема код куће, тада додола ту кућу заобилази и наставља пут кроз цело село.

#### Кумачење
Кумачење је веома распрострањен обичај у селима Банатске клисуре и Пољадије. Увек се одржава првог дана после Томине недеље, у понедељак после Ускрса, на Мали Ускрс. Овај се понедељак у народу назива кумачи понедељак. Кумачење је намењено малишанима до дванаест година, веома су ретки случајеви да се старији дечаци и девојчице кумачају. Тог дана посте, али обавезно пре заласка сунца, долазе девојчице и дечаци, у пратњи својих родитеља, на једно одређено место на реци и ту се кумачају, односно братиме се девојчице са девојчицама и дечаци са дечацима. После кумачења, девојчице ће се међусобно називати кумаче, а у неким клисурским местима као што су Белобрешка, Дивић, Радимна и Српска Пожежена, називају се и кујке, а дечаци ће се звати поце или побре. Кумачење је свечано и помало зачињено тајанственошћу. У уговорено време, кумаче и поце долазе сваки са своје стране, па се на реци састају стојећи супротно један другоме. Потом долазе до воде и ту стављају један другоме на главу свој венац (котур) направљен од врбових грана. Пошто се једном окрену од истока према западу, застану и кроз котур се љубе. Треба се окренути три пута и исто се толико пута пољубити, а потом се венац баца високо изнад главе а мајке говоре: „Порастите високи к’о врба! Будите живи и здрави!” На крају овог обреда, кроз котур, један другоме деле поклоне. Поклоне међусобно раздељују матере, а то су најчешће играчке. Обавезна су црвена јаја и колач умешен од пшеничног брашна са млеком. У последње време даје се понешто од одела, кошуље, мајице, панталоне, хаљине и друго. На крају, сваки би се својим путем вратио кући презадовољан поклоном који је добио од кујке или поце. Постоје извесна неписана морална правила кумачења, кумаче и поце се не смеју међусобно свађати, а најмање потући, увек се морају помагати у невољи, бранити једно другог у тешкоћама, делити на два дела све што имају.
Обичај кумачења, односно посестримства и побратимства, свакако је веома стар и вуче корене из прастарих времена. Познат је не само код словенских народа, него и код суседних, као што су Румуни, или пак Мађари. Што се распрострањености тиче, познат је само у делу југоисточног Баната и у неким селима јужног Баната, док у селима северног Баната није забележен.

## Народно веровање
Донедавно се у селима Банатске клисуре и Пољадије, али и данас спорадично, веровало у натприродна бића и зле духове. Веровање је било узроковано недовољном просвећеношћу народа, као и снажним утицајем традиције. У једном делу становништва, нарочито код жена старије генерације, задржане су многе празноверице, али су покаткад сачувани елементи прехришћанског веровања у натприродна својства неких предмета, загробни живот, зле очи и друго. Код омладине данашње празноверје је ишчезло готово у потпуности, али има остатака, које су део извесне традиције и породичног васпитања. Од натприродних бића и злих духова, којих су се некада толико прибојавали да су им често и жртве приносили, па и заштитне обреде обављали, све са намером да их укроте и одобровоље, најчешће се у селима овог краја помињу: але, вампири (муроњи), ђаволи, море, напрате, нечистивци, нотњици, пркуљиши, сотоне, суђенице, тејке, чуме, шумске мајке и тодорови коњи.
Але
Але су натприродна митска бића, народ их је замишљао као силе које људима доносе несрећу, нарочито природне непогоде, град, поплаве, пустош и црне облаке за које се у народу вели: „Бежи кући! Гледај каква ала долази с Оручине.” (топоним за једно брдо у Белобрешки). По народном веровању оне су непријатељи човека, оне могу више људима наудити него помоћи. Веома су прождрљиве, због чега се за оне који су грамзиви и халапљиви каже да су алосни, а постоји и народно поређење које каже: „Једе као ала”.
Вампири
Најраспрострањеније је веровање у вампире или муроње како их у неким селима називају (Љупкова и Белобрешка). У народу се верује да душа умрлог излази из гроба и да потом долази најближој родбини или блиским пријатељима у облику неког живог бића, најчешће животиње. Сматра се да се само у изузетним околностима мртвац повампирује, ако је издахнуо без свеће, ако је убијен или се удавио, ако је извршио самоубиство или погинуо несрећним случајем. Могућност повампирења траје четрдесет дана, или шест недеља након смрти, јер се верује да душа само толико још борави у људском телу, а онда га заувек напушта. За то време, ноћу вампири напуштају гробове и долазе у село, на одређена профана, нечиста, хтоничма и демонска места. Најчешће су таква места гробље, гумно, буњиште, извори и раскршћа. Распрострањено је мишљење да се на тим местима сакупљају све нечисте силе и зли духови чинећи људима зло (даве их, пију им крв и друго). Све то траје од глувог доба ноћи па до првих петлова. Вампири се најчешће јављају у зимском периоду, за некрштених дана од Бадње вечери до Крстовдана, исто ноћу, у глуво доба, нарочито при пуном месецу. Њихово присуство открива детиње плакање, лупање по тавану, јаукање и друго. Они никада не говоре, а верује се да се неки вампири обелодане па тако иду сокацима. Да би се спасли вампира, људи су у прошлости предузимали најразличитије мере, носили црнину или се нису бријали, облачили изврнуту одећу или само нешто од одела да би заварали вампира. Да се умрли не би повампирио, људи пале гуму или барут у собама где спавају, остављају црни конац у мртвачком сандуку. У традицијској култури црна боја недвосмислено асоцира са смрћу, са подземним демонским светом. У борби са вампирима се употребљавају апотропејони црне боје (црни глог, црна сечива, црни конац). Негде покојнику гурају ципеле под главу, капу или мараму под ногу, да се не би могао мртвац брзо обући, просипају у сандук зрневље мака говорећи: „Нека дође када изброји маково зрневље!”. У Љупкови су вампире давили у Дунаву. То су чиниле старице тако што су узимале десни опанак с ногу умрлог и у њега ставиле три погачице и једну упаљену свећу. Тако опремљен опанак би пустиле да плови низ Дунав, а оне и себе и село спасле од вампира.
Ђаво
У народном схватању ђаво је оличење зла, у готово свим клисурским и пољадијским селима народ замишља ђавола као каквог човечуљка, кепеца, црвене или зелене боје, а у Свиници суре боје, са малим роговима, козијом брадом и папцима. Но често је приказан као ђаво из Библије. У народном веровању појам ђаво је примио шире значење, нарочито оно придевско које је узимало у обзир његове карактерне зле особине. Због тога су називи које носи ђаво различити, тако га у појединим местима овог краја називају и сотона, нечистивац, па и еуфемистички напрата, а у Свиници враг или нечисник. У Љупкови, а и другде, могу се чути и овакви називи за ђавола: Склони Боже, Убијо га Бог, Убијо га крст, Онај што иде у стење и камење, Онај што иде у пустињу и други. Љупковци ђавола замишљају као црномањастог човечуљака црвене косе која му прекрива и тело и са роговима на глави. Он има магареће уши, реп и браду као јарац, длакаве руке које се завршавају канџама, а на ногама има копите. Верује се да ђаво највише борави у стајаћим водама, мочварама и напуштеним кућама. Они се често могу наћи и у бунарима, кућама проклетих и напуштеним подрумима. Зато народ и сматра да је ђаво водени зао дух и да он влада воденим пространствима и тежи да људе удави (утопи). Они чине људима само зла и несреће. Могу се прерушити у сва жива бића, пса, мачку, јарца, коња, а и у нека људска бића, калуђера, старицу, дете и друго. Понекад он може узети и други какав облик, као што су дрво, биљке, камен, дим, пара, речни вртлог и ватрени млаз. Али се од њега лако можемо отарасити и одбранити. То се обично ради прекршћавањем, јер се он плаши крста. Њега могу отерати људи и жене врачаре бајући на обали реке са вретеном у руци, голе и са расплетеном косом. Народ верује да се ђаво плаши крста, а то је прешло у народну изреку са пренесеним значењем, па се каже: „Бежи као ђаво од крста” или „Бежи ко ђаво од тамљана”. У Свиници постоји и веровање у женског демона под називом видра. Слична је сирени и она може људе утопити у воду.
Мора
Ово митско биће је народ замишљао као какву женску особу, најчешће злу и пакосну. Она дави људе у сну, прави помор чини међу животињама, нарочито међу пернатим птицама. Зато није случајна изрека која кружи по Љупкови када се каже када умиру кокошке: „Ушла мора у кокошке”. Она је присутна у безброј клетви које жене изричу, као што су „Мора те појела!” и „Мора те узела!”.
Нотњик
Нотњици су џинови или дивови човечијег изгледа са огромним ногама. Они бораве у шумама, а у село силазе само док се не огласе први петлови. У село би се заустављали на раскрсницама и ту мирно стојали, а својим страшним изгледом плашили су закаснеле пролазнике и друге сеоске луталице и пијанице који се касно враћали својим кућама. Приликом сусрета са њима не треба се оглашавати, већ само убрзати корак  и чим пре удаљити се од места случајног сусрета, јер су нотњици веома опасни по човека и његов живот. Они не дирају људе, већ их само својим страшним изгледом плаше. Приче о нотњицима и згоде са њима нарочито су занимљиве за децу, јер народ верује да их баш они отимају од родитеља.
Пркуљиши
Поједини људи, под нарочитим околностима, могу се претворити у разноврсне животиње или пркуљише. Тада могу да нападну људе и нанесу им штету. Одређеним чаробним поступком пркуљиши би се поново претварали у људе али би носили знакове ако су у борбама са људима повређени, што би их одало у народу. Сматрало се да се може постати пркуљиш једноставним превртањем преко главе. У Љупкови се верује да се треба само трипут преврнути наглавачке и постаје се пркуљиш. Претворивши се у какву звер, онда је пркуљиш имао њене особине. Они су деловали само ноћу, на напуштеним местима, раскрсницама и на међи између два села. Претварајући се у пркуљише, људи су постајали пси, мачке, козе, а и друге животиње које су живеле у близини човека. О њима се могу нарочито чути приче у пољадијском селу Луговету.
Суђенице
Суђенице су демони који одређују људску судбину одмах по рођењу за овоземаљски живот. У Свиници их називају суделнице и замишљају их као три лепе девојке, од којих најмлађа има одлучујућу реч. Обичај је да одмах по рођењу дете ставе на сто, на под, а потом дете и мајка три дана леже на слами на поду. За то време у кући мора стално горети светлост. Тек трећег дана појављују се суђенице да одреде судбину детету. Њима се припреми богата трпеза, на бео чаршав ставе се три чаше воде, три колача или туртичке, три букета цвећа, три новчића и једна свећа. Након изречене пресуде, туртичке се стављају у лелејку (колевцу). Овај обичај је забележен у Свиници, а слично се поступа са суђеницама и у другим клисурским и пољадијским селима.
Тејке
Ово су зли духови женског облика. Тејке су демони болести. По овим називом познате су само у селима Мачевићу, Старој Молдави, Љупкови и Свиници. У осталим местима Клисуре и Пољадије називају их чума и колера. Појава разноврсних епидемија плод су њиховог злобног деловања. Да би их се наорд спасао или да би им некако ублажио штетно деловање, људи су им чак посветили и један календарски дан, а то је тејкин дан, који се увек слави 12. октобра, када је празник који се у наорду назива Михољдан, односно Свети Киријак Отшелник. Тога дана се више старијих жена окупи у једну кућу. Свака донесе по нешто брашна, зејтина, шећера, рибе и пића. Припремљени обед су жене удовице из села са именима Стана износиле на раскрсницу и њима служиле случајне пролазнике. Нудећи их да послуже, говориле су: „На ово тејкама у здравље” или „Тејкама у здравље пијте и јеђите!”. Овим обредом, народ је веровао да ће удовољити тејкама, а оне ће напустити село и неће више долазити са разним болестима.
Чума и колера
Под овим именима се крију називи епидемија које су некада косиле животе многих људи. Страх од чуме и колере била је толико велика да их је народ представљао као најружније неочешљане женске особе. Чума и колера тамане поготово децу, па се зато за човека који је грамзив вели: „Узима као чума децу”. Њихов страшан изглед толико је присутан у свести народа ових крајева да се и данас заа неку ружну особу каже: „Ружна као чума” или „Изгледа као чума и колера”. Овим се називом често у народу исказују клетве: „Појела те чума и колера”.
Шумска мајка
То су женске особе, које народ сматра нечистм силама. У Свиници их називају Шуманке, за разлику од других клисурских и пољадијских села где су познате као шумске мајке. Могу се наћи као ружне старице или као лепе девојке. У првом облику изгледају као ружне жене са разбарушеном косом, великих очију, са гребенастим зубима и чворноватим ручердама. Њихово боравиште је у дну непроходних шума или у шупљини неког дебелог стабла дрвета. Бораве у селу само до првих петлова, али за разлику од нотњика, знају да напакосте људима. Оне доносе само зло и несрећу. Због тога их је народ и помињао једино у најтежим клетвама: „Знала га шумска мајка”, ако је неко негде отишао па се не враћа, или „Појела га шумска мајка”. У другом облику шумске мајке се јављају као лепе, наочите и младе девојке. Оне су зналачки мамиле закаснеле људе по шумама својом изузетном лепотом, а потом их стављале на многа и велика искушења, док их не би из превелике љубави усмртиле. Волеле су децу и штитиле их од других зла.
Тодоронци

Тодоронце је народ видео као какве огромне коње са човечијим главама. Они су, по народном веровању, деловали само за време Тодорове недеље (седмице), а то је прва недеља ускршњег поста. Током ове недеље, многи су послови, поготово они женски, били забрањени, као ткање, шивење, а било је забрањено и излажење из куће у касне часове, да не би људе и децу погазли тодоронци. Својевремено је прњаворски свештеник Јовановић забележио причу која је кружила у околини Златице.
| „ | Девојке се сабраше на једној седељки крај малог млина са краја села. Са собом девојке понеше и своје ручне радове. Онда, после кратког времена, одједном уђе група момака па се помеша међу девојке и свака девојка изабере свога саговорника за то вече. Тада једна девојка примети код свог удварача коњске зубе, те под изговором да мора отићи да донесе још вуне за пређу, извуче се из друштва и бежећи дође кући, па онда закључа сва врата и прозоре и поче заједно с мајком превртати судове са врхом на доле. Остаде само неокренут један земљани лонац који остаде заборављен у углу полице. Онај момак се појави и затражи да се разговара са преврнутим лонцима. Али они и даље ћуте. Позове онда и онај стари земљани лонац, а он одговори да хоће. Скочи с полице и разбије се у парампарчад. У том запеваше петли и момак нестаде. Сутрадан плач и кукњава по селу: све девојке које су биле на седељки растргнуте, а читава воденица била је обавијена њиховим цревима. Тек тада се дознало да су то учинили “тодорови коњи” (тодоронци). | ” |

## Народно бајање
У местима Банатске клисуре и Пољадије бајањем се баве углавном женске особе, најчешће старије, али има и млађих. Ту и тамо, бајањем се баве и мушкарци. Тако је Ненад Бранисављевић познати бајалац из Радимне, он најбоље зна да баје далак. Некада је скоро свака старија особа знала да баје за једну болест. Жене су бајањем чиниле први корак у оздрављењу својих укућана или суседа, а ако су биле познатије, бајале су и у суседним селима. Позивали су их увек када је требало излечити болесног Народ је некада чврсто веровао у исцељитељску моћ и снагу бајања, па је зато очувао и присвојио бајање као нетакнуто благо. Данас је све мање бајалица.
Клисурске и пољадисјке народне басме, укључујући и само знање бајања, преносиле су се непосредно, наследним путем. Мајка је бајању учила своју ћерку, ако је имала мушку децу, том послу је привикавала неку млађу женску особу из ближе родбине или из суседства. Према народном веровању, казивање басми обичним људима је по неким неписаним законима строго забрањено или избегавано, пошто се сматрало да ће тиме бајалица изгубити своју чаробну снагу и делотворност. Такође, бајалица не сме да погреши приликом бајања, јер ако се то догоди сносила би последице. Бајање се може поделити на два саставна дела. Први део чини ритуални елемент, који има сва својства магијске радње, и где се употребљавају предмети као што су штапови, углевље, вода, секира, дрвљаник, кучине, белега, конац и друго. Циљ такве радње је да отера болест. Овом делу припада време бајања (ујутру, пре изласка сунца и предвече, после заласка сунца), као и место где се обавља бајање (на дрваљанику, ђубришту, поред реке, на гробљу и другде), па и положај који треба заузети болесник приликом бајања (лежећи положај, окренут према истоку). Други део чини текст који бајалица изговара, односно басма. Ови текстови се изговарају са израженим призвуком нејасноће и неразговетности, шапутањем и убрзаним темпом, што још више испољава неразумевање код оног који бајалицу слуша или коме је намењена. Као особеност клисурских и пољадијских басама, треба истаћи да се у њима често употребљавају речи из страних језика, нарочито румунског, а све то са разлогом да текст буде за обичног човека неразумљив и недокучив. Познате су басме које се изговарају на румунском језику за лечење појединих болести, иако текст басме изриче особа чији је српски матерњи језик.
У овом крају се за означавање поступка бајања употребљавају називи бајање, врачање, вражбина и вражати. Старије особе од давнина одвајају вражбине од бајања. Оне осуђују и одбацују врачаре које су изједначаване са вештицама, јер су одувек наносиле само штету и зло људима. Према народном веровању оне су у дослуху са злим дусима и њихове радње своде се на стварање људима злих дела, тешкоћа, немира, свађа, туче и друго. За разлику од њих, бајање и бајалице гледају благонаклоније, јер се њима лече разне болести. Зато су бајалице прихваћене, јер желе људима само добро, притичу им у помоћ и раде на одгањању злих духова. Посебно место заузима погађање или гатање, јер се њихова делатност своди на прорицање будућности људима, откривању несталих и друго. Њих друштво обично одбацује пошто често од обичних људи, преваром узимају новац. У Клисури и Пољадији погађањем су се, углавном, бавиле Циганке или како су их у овим крајевима називали чергаре. Понекад су се погађањем бавиле и саме особе које су желеле да открију неке скривене тајне.
У зависности од болести које бајалица лечи, постоје више врста бајања:
- бајање од урока, лечи последице злих очију.[120]
- бајање од сунчића, лечи главобољу добијену од јарког сунца и велике жеге.
- бајање од склопаца, лечи болове гуше.
- бајање од далка, лечи болове далка (слезине).[121]
- бајање од мицине, лечи отврдле израслине на кожи.
- бајање од падалице, против падања у несвест.[122]
- бајање од добраца, против надимања.
- бајање од трпије, лечи болест од које је болесник све слабији и тањи, иако много једе.[123]

## Народна ношња
Некада је у клисурским и пољадијским селима била велика разноликост у народној ношњи. Свако село је имало својих особености у одевању, а то је зависило од разлика у времену досељавања и крајева одакле су долазили преци Клисураца и Пољадијаца. И поред тих специфичности, може се, донекле, начинити извесна подела по етнографским зонама. То су пољадијска (Златица, Лесковица, Прњавор, Луговет и Соколовац), белобрешачка (Дивић, Радимна, Српска Пожежена и Белобрешка), старомолдавска (Мачевић, Стара Молдава и Љупкова). Свиничка народна ношња са својим особеностима не спада ни у једну поменуту зону. Половина 20. века је била преломни тренутак у ишчезавању народне ношње у овим крајевима. Од тада су и људи са села прихватили градску ношњу. Народна ношња се делимично очувала још само у Старој Молдави, Мачевићу и Љупкови.
Стара традиционална народна ношња, мушка и женска, углавном је прављена у домаћој радиности. У тој ношњи постоји необично много разноликих елемената, јер је велико шаренило досељеника разних крајева донело са собом специфичности крајева одакле су некад давно дошли. Нарочито су живописне ношње Старомолдаваца, са посебно лепим шарама на женској и мушкој летњој ношњи, која је рукотворена од лана, кудеље или од најфиније вуне, која се у овим крајевима назива вуница. Посебно се истичу орининалне и веома живописне народне шаре и везови. У тим шарама се никад не појављују човек и животиње, већ увек биљка, лишће, цвеће (ружа) или воће, лепо и тачно геометријски стилизовани.
Женска народна ношња Клисуре и Пољадије била је састављена из два дела, блузе и сукње. Блузе су биле од чистог белог платна, извезене различитим мотивима у облику цветова. Имале су дуге и прилично широке рукаве. Сукње су прављене од различитог материјала, због чега су и различито кројене, тако да су се носиле сукње у глокне и леговане. Обе врсте сукња су биле дугачке до испод колена. Током зимског периода, ношене су сукње израђене од вуне, а преко блузе носио се прслук, преко којег је облачен капутић, грудњак или кожух. Доњи женски веш састојао се из оплећка, кошуље или жипона и скута. Те делове женске одеће користе још и данас неке старије жене. На глави су жене носиле мараме, а оне нешто млађе и имућније ћуле. Млађе су носиле мараме отвореније, претежно беле боје, повезане на пола главе, док су старије носиле мараме затворенијих боја. Мараме су им покривале чело.
Мушка народна ношња знатно се разликовала у зависности од годишњег доба. За време летњих дана, мушкарци су носили кошуље са дугачким, широким рукавима и са запонцима. Овакве кошуље нису имале оковратник. Преко кошуље навлачили су прслук, често украшен ширитима. Уместо панталона и чакшира, носили су гаће. И кошуље и гаће су биле углавном од лана и кудеље. Гаће су везивали гатњиком. Веома често су ногавице од гаћа завлачили у вунене чарапе, или су биле привезане и опутама, када су на ногама носили опанке на ремење. Зимска ношња састојала се од панталона или чакшира, сукненог прслука, понекад и сукнене хаљине са рукавима, преко којих је обавезно долазио грудњак израђен код ћурчије. Чакшире су биле од сукна, изаткане често у народној радиности. Старији људи су носили затвореније боје, нарочито црне, а млађи чакшире беле боје. Скројене уз ногу, са црвеним или црним ширитом на шаву, дуж обе стране ногавице. Џепови су били спреда и позади, украшени разнобојним ширитима (шантљикама). Нарочито је била омиљена комбинација црвене, црне  или црвено-загасито и плаве боје. Лети су на глави носили шешире са великим ободом, а зими шубаре прављене код ћурчије од уштављене јагњеће коже. Шубаре су имале врх сабијен или накривљен на једну страну.
И мушкарци и жене су носили опанке са округлим врхом, затим ципеле, а много касније сандале. Жене су често обувале папуче. У новије време носе се плетењаче, обућа исплетена од вуне и ошивена гуменом подлогом. На ноге су навлачили чарапе, потколенице, обично јарких боја, претежно црвене.

## Култура
У Банатској клисури и Пољадији постоји више културно-уметничких друштва, као и тамбурашки оркестар у Белобрешки.
Културно-укетничка душтва
- КУД „Белобрешка” из Белобрешке
- КУД „Дунав” из Свинице
- КУД „Мачевић” из Мачевића
- КУД „Свети Никола” из Радимне[128]
- КУД „Соко” из Соколовца
- КУД „Стара Молдава” из Старе Молдаве
- КУД „Стенка” из Љупкове

У Старој Молдави се налази Регионалмни културни центар српске заједнице, који је отворен децембра 2023. године. У оквру њега функционишу и библиотека „Никола Гавриловић” и културно-уметникчко друштво „Стара Молдава”.

## Спорт
Прва фудбалска утакмица у Банатској клисури и Пољадији одиграна је покрај Дунава 1947. године. Било је то на једној ливади где су се поставили дрвени голови, накрај Белобрешке, према Сушки, између тимова Белобрешке и Соколовца. Тада је настало ривалство које је обележило период пријатељских фудбалских сусрета у овом крају. Њихова сучељавања су представљала праву еуфорију, праћену жестоком борбом, свађама, а понекад и којом шаком. Чувено је било ривалство између двојице професора, Цветка Крстића, нападача и песника из Белобрешке и дефанзивца Божина Поповића из Соколовца, који су ван терена били добри пријатељи. Иначе, Цветко Крстић је први у клисурском крају имао лопту, а потом је постао први професионални играч. Играо је од 1957. до 1961. за Штиинцу из Букурешта, а касније је наступао за КФР из Темишвара и Минерул из Нове Молдаве, да би играчку каријеру завршио у родној Белобрешки, где је био и тренер тима. Фудбал је у српским клисурским и пољадијским местима имао статус култа, он се са пуно страсти и ентузијазма играо и у Дивићу, Мачевићу, Српској Пожежени, Старој Молдави, Свиници, Луговету, Златици, Љупкови и Лесковици. Њихови сусрети нису били део лигашког формата, већ су имали пријатељски карактер. Подршку су добијали од тадашњих задруга (колектива), од којих су добијали дресове, обезбеђен превоз, и након утакмица храну и пиће. На утакмице се некада ишло коњском запрегом или трактором, касније камионом. Готово свака утакмица је мобилисала читаво село, па су на мечеве долазили жене, деца, старији људи. Тек у сезони 1978/79. Дунав из Белобрешке, основан непосредно после Другог светског рата, ушао је у жупанијску лигу. У Дунаву су поникли Радислав Несторовић, Златибор Несторовић Кеник, Цветко Крстић, Радован Удреску, Мирослав Несторовић, Милета Ђорђевић, Звонко Долић, Славко Ђорђевић, Ненад Миленковић и други. Златибор Несторовић Кеник је после Дунава играо у Новој Молдави, Решици и КФР из Темишвара. Поред Белобрешке, најбољи тим у овом крају је имао Соколовац. По соколовачким сокацима, своје прве фудбалске кораке је начинио Миодраг Белодедић, својевремено сматран за најбољег либера на свету. Прво је заиграо за школски тим, потом сеоски тим, а од 1978. је постао члан Минерула из Нове Молдаве. Због свог раскошног талента позван је у јуниорску репрезентацију Румуније, да би са осамнаест година постао члна Стеауе из Букурешта. Са Стеауом је био пет пута првак Румуније и 1986. првак Европе, касније је наступао за Црвену звезду из Београда, са којом је 1991. постао по други пут првак Европе. За репрезентацију Румуније је одиграо 55 утакмица, постигавши пет гола. Спортска дворана у Соколовцу, свечано отворена 2023. године, носи име по њему. Из Старе Молдаве је Јасмин Латовљевић, бивши румунски репрезентативац који је наступао, између осталих,  за Политехнику из Темишвара, Стеауу из Букурешта, Галатасарај из Истанбула и КФР из Клужа.

## Познате личности
- Раденко Станковић
- Славомир Гвозденовић
- Миодраг Белодедић
- Јасмин Латовљевић

- Нестор Костић, српски сељак и пионир ваздухопловства
- Емилијан Јосимовић, први српски урбаниста и професор архитектуре, ректор Лицеја и Велике школе, члан Друштва српске словесности и Српског ученог друштва
- Раденко Станковић, српски лекар и професор Медицинског факултета у Београду, први у Србији примењиовао електрокардиографију, лични лекар краља Александра I Карађорђевића, сенатор и министар просвете Краљевине Југославије и краљевски намесник малолетног краља Петра II Карађорђевића
- Божидар Панић, румунски инжењер електротехнике, публициста и историчар арадских Срба
- Славомир Гвозденовић, српски песник, преводилац, почасни председник Савеза Срба у Румунији и бивши посланик у Парламенту Румуније
- Огњан Крстић, румунски инжењер, председник Савеза Срба у Румунији и посланик у Парламенту Румуније
- Миодраг Белодедић, румунски фудбалер
- Јасмин Латовљевић, румунски фудбалер
- Алин Добросављевић, румунски фудбалер